# Wilhelminasingel (Maastricht)
De Wilhelminasingel is een straat, singel of boulevard in de Nederlandse stad Maastricht. De circa 650 m lange singel in het stadsdeel Wyck was ooit een deftige woonstraat voor welgestelden, maar is tegenwoordig vooral een drukke verkeersweg. De Wilhelminasingel heeft een bebouwing van voornamelijk herenhuizen uit de periode rond 1900. Het Mariamonument op de kruising met de Stationsstraat verwijst naar de geschiedenis van Maastricht als Mariastad en bisschopsstad.

## Naamgeving
De Wilhelminasingel is in 1892 genoemd naar de destijds 11-jarige Wilhelmina der Nederlanden, die van 1890 tot 1948 koningin der Nederlanden was. Aanvankelijk werd de straat aangeduid als 'Boulevard' of 'Singelweg'. De huidige naam past in een reeks vernoemingen van leden van het Koninklijk Huis: Willemspark (1881; thans Villapark), Koningin Emmaplein (1903) en Julianaplein (1909; thans Keizer Karelplein). Andere singelnamen verwijzen meer in het algemeen naar souvereinen: Prins Bisschopsingel, Hertogsingel, Statensingel en Fransensingel.

## Ligging
De straat ligt aan de oostzijde van het Maastrichtse stadscentrum, op de rechter Maasoever. Het noordelijk deel vormt de grens tussen de centrumbuurten Wyck en Sint Maartenspoort; het zuidelijk deel ligt geheel in Wyck. De Wilhelminasingel loopt min of meer van noordwest naar zuid tussen de Wilhelminabrug en de kruising Akerstraat/Avenue Céramique/Hoogbrugplein. Daartussen liggen aan de westzijde zes zijstraten, van noord naar zuid: Franciscus Romanusweg, Sint Maartenspoort, Sint Maartenslaan, Stationsstraat, Bourgognestraat en Hoogbrugplein; aan de oostzijde zijn dat er zeven: Franciscus Romanusweg, Matthias Wijnandsstraat, Antoon Lipkensstraat, Sint Maartenslaan, Stationsstraat, Bourgognestraat en Akerstraat.

## Verkeer en inrichting
De Wilhelminasingel behoort tot de drukkere verkeerswegen in Wyck. De weg bestaat uit een middendeel voor het doorgaand verkeer met twee rijbanen (exclusief voorsorteerstroken nabij de Akerstraat en busbanen/-haltes bij de Stationsstraat) en twee vrijliggende ventwegen voor het bestemmingsverkeer. De ventwegen doen tevens dienst als fietspaden en zijn voorzien van voetpaden en dubbele parkeerstroken met langsparkeren aan de kant van de huizen en schuinparkeren in de groenstrook. De vrij brede groenstroken liggen tussen de hoofdrijbaan en de ventwegen en zijn beplant met een dubbele bomenrij en heesters. Bij de kruising met de Stationsstraat zijn tevens korte middenbermen aanwezig; op het kruispunt zelf neemt de middenberm de vorm aan van een verhoogd pleintje, waarop het Mariamonument is geplaatst. 
Ten noorden van de kruising met de Sint Maartenslaan gaat het middendeel van de weg geleidelijk over in de toerit naar de Wilhelminabrug. Hier ontbreken de groenstroken en bepalen scheidsmuren tussen de hoofdweg en de ventwegen het aanzien van de straat. Deze naar de Maas toe geleidelijk hoger wordende muren zijn bekleed met Kunradersteen en voorzien van ijzeren balustrades. Tussen de Sint Maartenspoort en de Matthias Wijnandsstraat wordt deze barrière doorbroken door een voetgangerstunnel. Bij de deels ongelijkvloerse kruising met de Franciscus Romanusweg is een viaduct, evenals langs de Maas in het Griendpark. Het middendeel van de brugaanlanding is voorzien van fietsstroken. De oostelijke ventweg loopt ter hoogte van de Maasresidentie dood (op een smalle trap naar de Franciscus Romanusweg na). De aanlanding van de brug deelt de straat Sint Maartenspoort-Matthias Wijnandsstraat in tweeën; ter plekke bevindt zich een voetgangerstunnel. De kruising met de Stationsstraat en die met de Akerstraat-Avenue Céramique-Hoogbrugplein zijn beveiligd met verkeerslichten.

## Geschiedenis
De geschiedenis van het gebied rond de Wilhelminasingel loopt tot eind 19e eeuw parallel met die van de vesting Maastricht. Na de sloop van de vestingwerken werd de straat aangelegd als rustige singelweg, die eerst door de bouw van de Wilhelminabrug in de jaren 1930, daarna door de aansluiting op de Scharnerwegtunnel in de jaren 60, en ten slotte door de verlenging via de Avenue Céramique in de jaren 90 transformeerde tot een drukke doorgaande weg.

### Vestinggordel (tot 1867)
De op de rechter Maasoever gelegen voorstad Wyck was altijd veel kleiner dan het stadsdeel op de linker Maasoever. De oorspronkelijke Wycker stadsmuur had een lengte van ca. 1500 m. Aan de veldzijde lag een gracht die omstreeks 1400 was voltooid. Tussen 1477 en 1485 werd de verdediging van Wyck verbeterd door de aanleg van een nieuwe wal, die min of meer parallel liep aan de bestaande muur. De smalle strook tussen de oude muur en de nieuwe wal bleef onbebouwd. De nieuwe enceinte bestond vanaf dat moment uit een dubbele wal met twee grachten, beide gevuld met Maaswater, waarvan de binnenste min of meer het tracé van de huidige Wilhelminasingel volgde.
De Wycker stadswal had, naast enkele poternes, twee hoofdpoorten: de Hoogbrugge- of Duitse Poort en de Sint-Maartenspoort. De Hoogbruggepoort lag op het punt waar de oude stadsmuur en de nieuwe wal min of meer samenvielen. De poort werd in de 15e eeuw uitgebreid met twee ronde torens die half in de gracht stonden. De Hoogbrugge of Hoge Brug, een stenen boogbrug over de vrij brede Maasarm die hier de gracht vormde, werd in 1412 gebouwd. Van de Sint-Maartenspoort zijn meerdere versies bekend; de poort werd enkele malen verplaatst. Ook hier lag een stenen brug. De vernieuwde stadswal was versterkt met zes zware waltorens. Het onderhoud en de verdediging van de wal was in handen van drie kerspels: het Sint-Maartens-, het Sint-Evergislus- en het Sint-Amorkerspel.
Vanaf de 16e eeuw, toen de vuurkracht van kanonnen sterk toenam, was het zaak om de belegeraars zover mogelijk van de stadsmuur vandaan te houden. Bij de Sint-Maartenspoort werd van 1543-47 het eerste Wycker bolwerk aangelegd (a op de maquette hieronder), een versterkte uitbouw van de poorttoren. In 1554 werd begonnen met de bouw van het Mariabolwerk, later Galgenbastion genoemd (b), duidelijk te zien op het panorama van de stad in de atlas Civitates orbis terrarum van Braun & Hogenberg. In 1598 kwam op de zuidoosthoek het Parmabastion gereed (c). Het duurde tot begin 18e eeuw voordat de gehele Wycker wal bemuurd was.

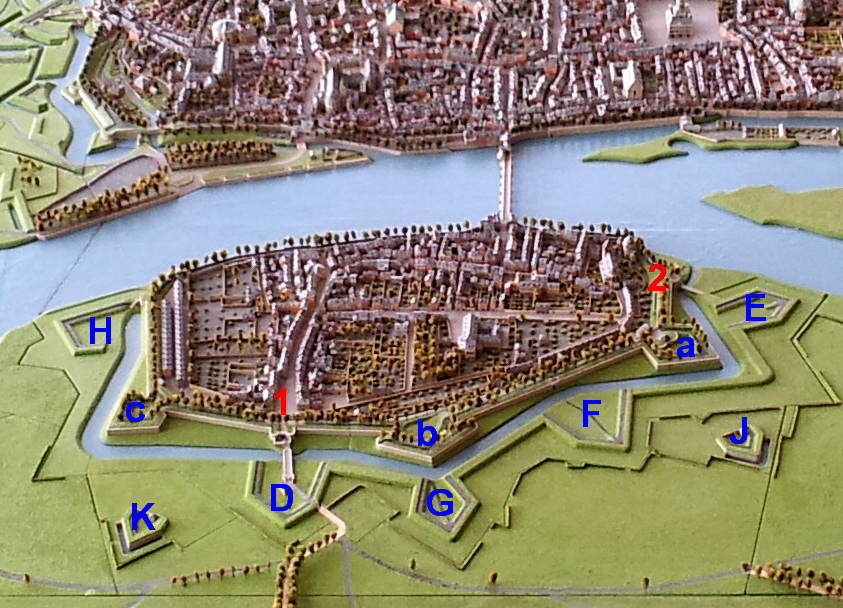
De Wycker vestingwerken buiten de Duitse Poort (1) en de Sint-Maartenspoort (2) op de Maquette van Maastricht, ca. 1750

Begin 17e eeuw werd een begin gemaakt met de bouw van buitenwerken, waardoor Wyck in de eeuwen daarna steeds meer ingekapseld raakte. Toch hadden de vestingwerken hier niet dezelfde omvang als in de Hoge Fronten op de linker Maasoever, omdat het drassige gebied in het winterbed van de Maas voor belegeraars niet aantrekkelijk was. Om te beginnen werden vóór 1632 buiten de Wycker stadspoorten ravelijnen aangelegd. Het ravelijn De Raaf bij de Duitse Poort bleef twee en een halve eeuw in functie (D); het ravelijn bij de Sint-Maartenspoort werd al in 1632 vervangen door de lunet Sint-Anthony (E). Na de inname van de stad door Frederik Hendrik werden daaraan toegevoegd: de halvemanen tegenover het Sint-Maartens- en het Parmabastion (beide omstreeks 1674 vervangen), het ravelijn Limmel (F), de lunet Valkenburg (G) en het ravelijn aan de Hoge Maaspunt (H).
Dat de buitenwerken niet voldeden bleek bij het beleg van 1673, toen de stad in minder dan twee weken door Lodewijk XIV werd ingenomen. De beroemde Franse vestingbouwer Vauban maakte na de inname een ontwerp voor de verdediging van de voorstad, dat reeds eind 1674 ten uitvoer was gebracht. De eerder genoemde halvemanen werden vergraven en de andere buitenwerken zodanig aangepast dat ze gezamenlijk een enveloppe vormden. In 1675 werden buiten deze enveloppe twee lunetten toegevoegd: Turenne (J) en Enghien (K). Het is niet duidelijk of deze werken door Vauban al waren voorzien. De buitenwerken die in de 18e eeuw hieraan werden toegevoegd lagen verder van de stadswal verwijderd en hadden geen invloed op het latere tracé van de Wilhelminasingel. Op de door de Fransen omstreeks 1750 gebouwde Maquette van Maastricht zijn deze werken duidelijk te herkennen.
Vanaf het midden van de 18e eeuw werd de enveloppe van Vauban als achterhaald beschouwd. Pieter de la Rive (1694-1771) en Carel Diederik du Moulin (1728-1793), twee ambitieuze directeuren van het Departement van Fortificatiën van Overmaze, waaronder de vesting Maastricht ressorteerde, maakten beiden nieuwe plannen voor de Wycker buitenwerken, die onuitgevoerd bleven. Wel werden langs de Maas ten noorden van Wyck de zogenaamde "werken van De Veye" gerealiseerd. Omstreeks 1794 kwam tussen de lunetten Turenne en Enghien een dubbele caponnière tot stand. Na de scheiding van Nederland en België verloor de vesting Maastricht haar belang voor de landsverdediging en werd er nauwelijks nog onderhoud gepleegd. In 1866, een jaar voor de opheffing van de vesting, werd tussen het Galgenbastion en het Sint-Maartensbastion de Stationspoort gebouwd, die een directere verbinding met het stationsemplacement van Maastricht (met drie aparte stations!) mogelijk maakte. De eenvoudig uitgevoerde poort werd twee jaar later alweer afgebroken.

### Singelweg (1867–1934)

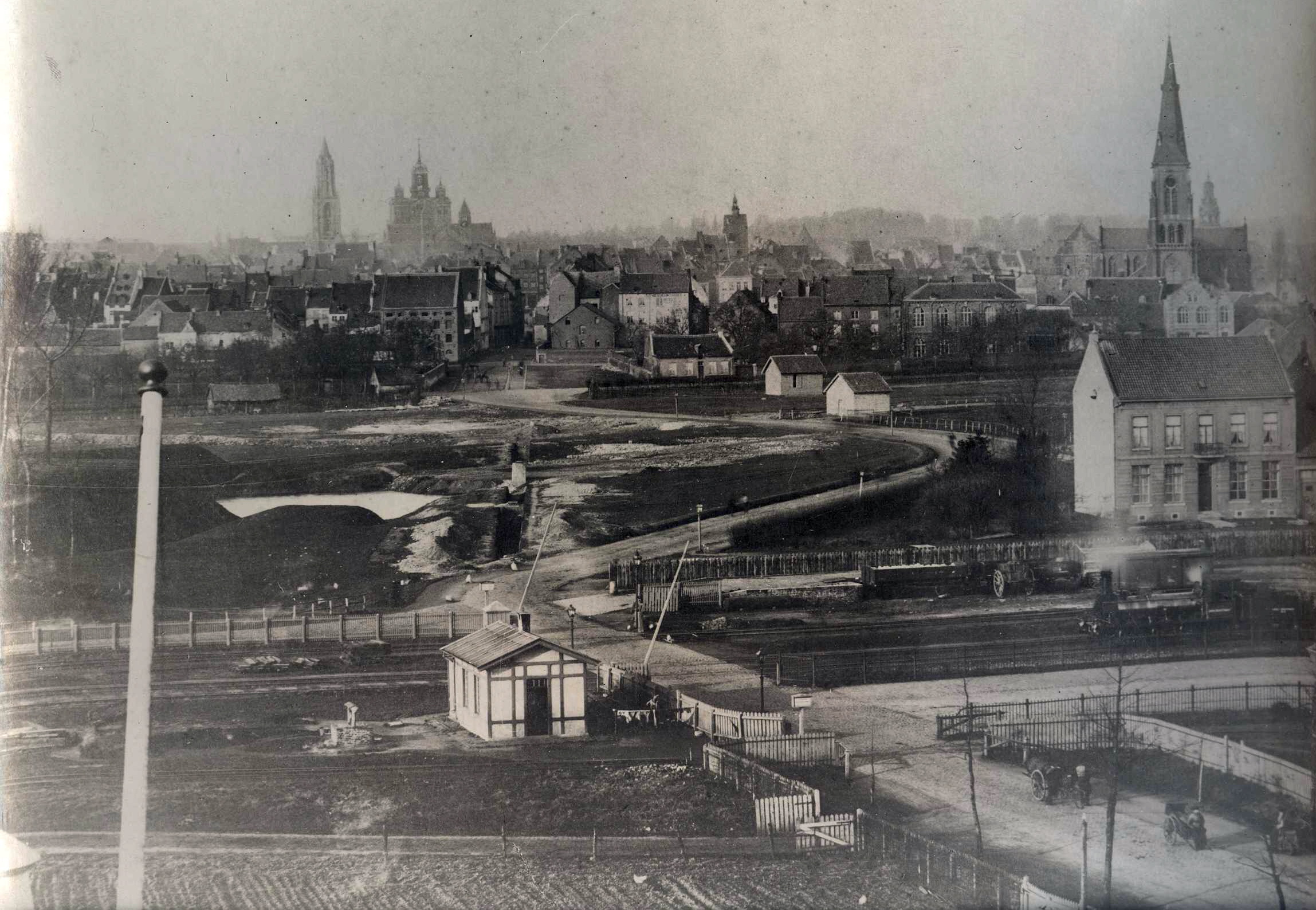
Zicht op de spoorwegovergang van Wyck met oppervlakkig gesloopte vestingwerken, gezien vanaf Villa Wyckerveld, 1882

Na de opheffing van de vestingstatus in 1867 werd de vesting Maastricht in opdracht van het Ministerie van Oorlog ontmanteld, waarna de gronden werden overgedragen aan de Dienst der Registratie en Domeinen voor verdere sloop en herbestemming. De stadspoorten vielen onder de zeggenschap van het gemeentebestuur. In Wyck bleef vrijwel niets gespaard. De afbraak van de sinds 1633 niet meer in gebruik zijnde Sint-Maartensbinnenpoort met aansluitende muurgedeelten was op aandringen van het kerkbestuur van de Sint-Martinuskerk al in 1857 gebeurd. De Duitse Poort en de andere drie(!) Sint-Maartenspoorten werden in 1868 en 1869 gesloopt, samen met de bolwerken en de tussenliggende wallen. De slechting van de meeste buitenwerken was in Wyck in 1869 voltooid. Het egaliseren en bouwrijp maken van de grond duurde echter langer, zoals op een foto uit circa 1880 is te zien. Doordat meestal oppervlakkig werd gesloopt zijn in veel gevallen ondergronds delen van vestingwerken bewaard gebleven.

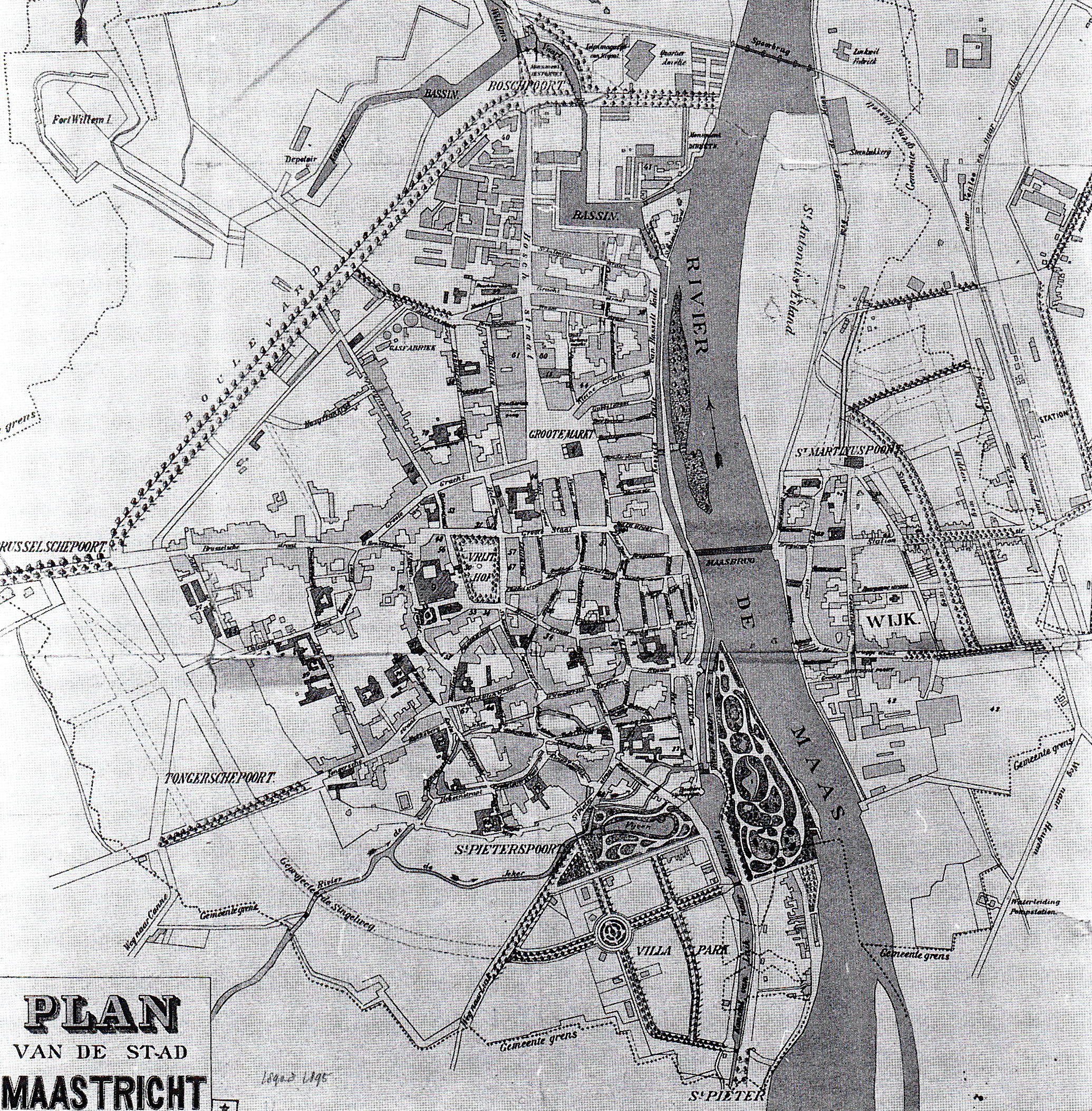
Onvoltooide singelstructuur, ca. 1890-95, met grotendeels onbebouwde Wilhelminasingel doodlopend op het terrein van de Société Céramique

Al in 1867 kwam de ontmantelingscommissie met een eerste schets voor de uitleg van de stad. De gemeente Maastricht kwam in hetzelfde jaar met een "Project van percees en boulevards". Beide plannen gingen uit van een singel- of  boulevardstructuur rondom de ontmantelde stad, zoals dat door de rijksingenieur F.W. van Gendt voor de meeste voormalige vestingsteden werd voorgesteld. De uitvoering van de plannen verliep traag. Begonnen werd met het noordwestelijk deel van de singelweg, aangezien daar de belangrijkste industrieën gevestigd waren. Tussen 1874 en 1876 kwamen de huidige Statensingel, Frontensingel en Fransensingel tot stand. De Wilhelminasingel volgde tien jaar later, maar kon de halve cirkel rondom Wyck niet voltooien, omdat aan de zuidzijde inmiddels het fabrieksterrein van de Société Céramique lag. Van de rest van de 'boulevard' werd aanvankelijk slechts het zuidoostelijk deel van de Prins Bisschopsingel aangelegd. De aanleg van de Hertogsingel moest tot 1891-93 wachten en het laatste stuk van de Prins Bisschopsingel kwam pas in 1920 gereed.
Van meet af aan stond vast dat tussen Wyck en het station een woonwijk voor de middenklasse zou komen. Op het eerste schetsplan uit 1867 staat de Stationsbuurt al ingetekend. Hier waren ruime herenhuizen gepland, bedoeld voor middenstanders, leraren, ambtenaren en het hogere kader van fabrieken en instellingen. In de plannen van stadsarchitect W.J. Brender à Brandis uit de jaren 1880 is te zien dat de hoofdstructuur van de wijk bestond uit twee assen: de "Percée" (de Wycker Brugstraat met in het verlengde daarvan de Stationsstraat) en de "Singelweg" (de Wilhelminasingel). Het idee van een percée (Frans: doorbraak), die het station in een rechte lijn zou verbinden met de Sint Servaasbrug, bestond al vóór 1867. Een optie voor een diagonaal lopende weg vanaf de Wycker Brugstraat naar Station Staatsspoor werd jarenlang opengehouden maar bleef onuitgevoerd. Pas dertig jaar later zou er een nieuw station in het verlengde van de Stationsstraat komen.
Door vertraging van de zijde van het Domeinbestuur, dat de vestinggronden in bezit had, werden de gronden pas in 1881 aan de gemeente overgedragen. Een jaar later werd een stratenplan gepresenteerd met een rastervormig stratenpatroon met parallel aan de Singelweg de "Middenweg" (Alexander Battalaan) en de Parallelweg. Begin 1885 was in het zuidelijk deel van deze straten, alsmede in de gehele Percée, de aanleg van riolering en gasleidingen, de bestrating met grind en de beplanting met bomen voltooid. In hetzelfde jaar werd begonnen met de verkoop van kavels in dit deel van de Wilhelminasingel, in 1886 uitgebreid met enkele kavels ten noorden van de Stationsstraat. Bij de verkoop golden voor de Wilhelminasingel de verkoopvoorwaarden dat men binnen twee jaar moest beginnen met de bouw, dat per perceel slechts één huis was toegestaan, dat minimaal 12 m hoog moest zijn en waarvan, indien het een hoekpand betrof, de hoeken afgeschuind dienden te worden. Het hoekpand Wilhelminasingel 68a / Stationsstraat 52-52a, het voormalige Hotel Willems uit 1886, was het eerste gebouw aan de singel.
Een impuls voor de Stationsbuurt betekende de introductie van openbaar vervoer tussen het stationsgebied en de binnenstad. Van 1884 tot 1896 onderhield de particuliere Maastrichtsche Omnibus-Maatschappij met vier omnibussen een vaste dienstregeling tussen het toenmalige Station Staatsspoor en de Boschstraat, via Vrijthof en Markt. In 1894 besloot de Maastrichtse gemeenteraad een trambaan aan te leggen op dit traject en de exploitatie in eigen hand te nemen. Vanaf 1896 reden hier drie gastrams van de Maastrichtsche Tram, maar vanwege slechte prestaties werden deze in 1903 vervangen door paardentrams, die tot 1914 dienst bleven doen. De tram had een halte nabij het kruispunt Stationsstraat-Wilhelminasingel, waar tussen de bomen een fraai vormgegeven abri in chaletstijl stond. Ook nadat de tram in 1919 was vervangen door autobussen, bleef de relatief goede bereikbaarheid bijdragen aan de voorspoedige ontwikkeling van het gebied, waar zich tal van winkels, hotels, cafés en kantoren vestigden; de eerste vooral in de Stationsstraat; de laatste met name aan de Wilhelminasingel. In 1919 opende op de hoek van de Franciscus Romanusweg de Gemeentelijke Zweminrichting, een openluchtzwembad dat al na vijftien jaar werd vervangen door het Sportfondsenbad.

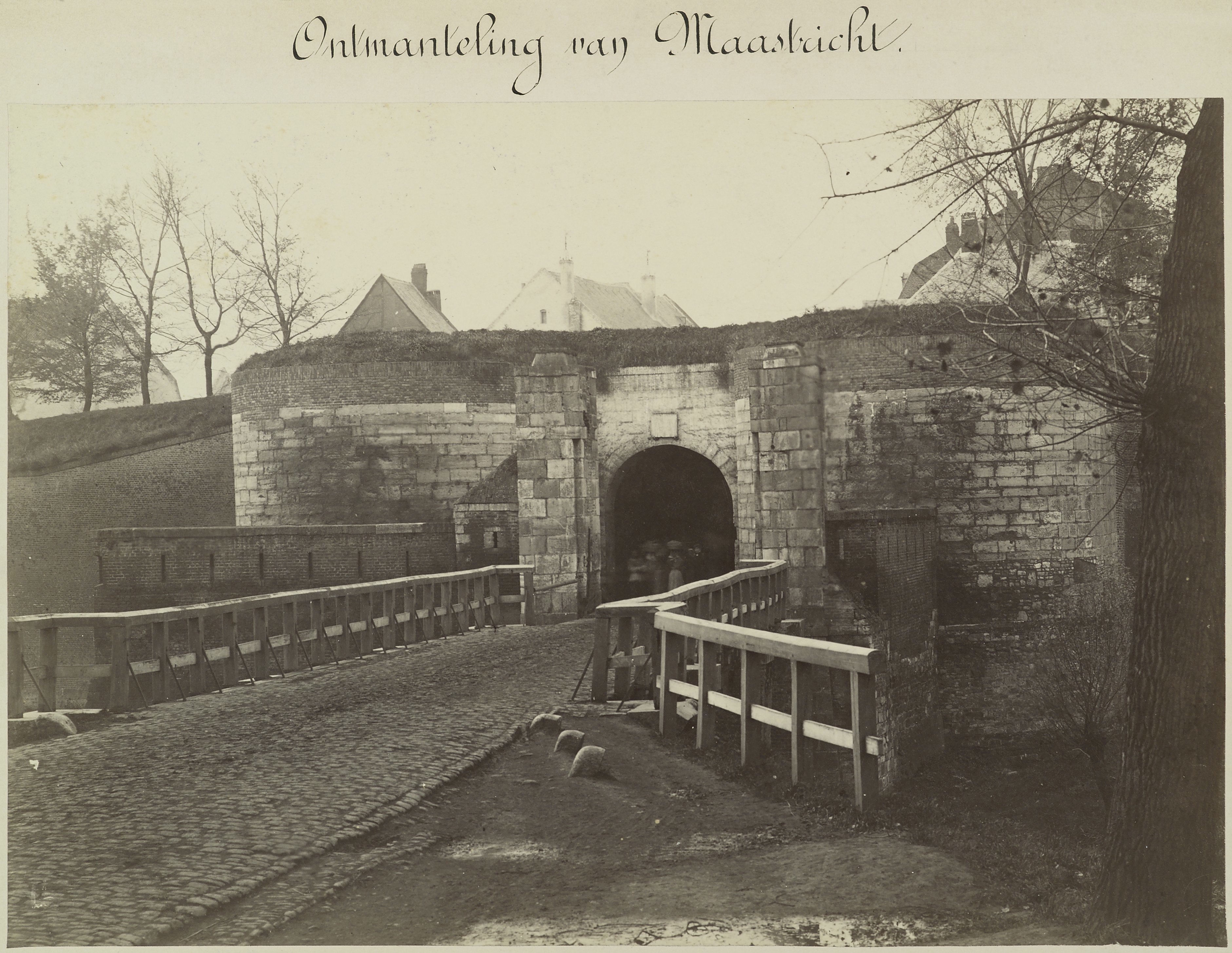
Akerpoort kort voor de sloop, 1868
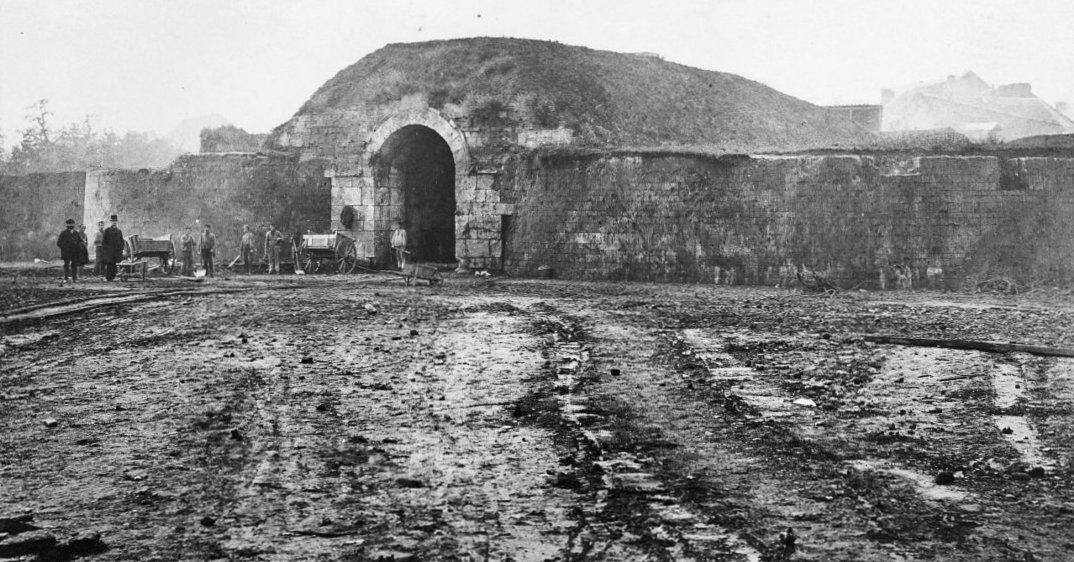
Vrijgelegde Sint-Maartensbuitenpoort, 1870
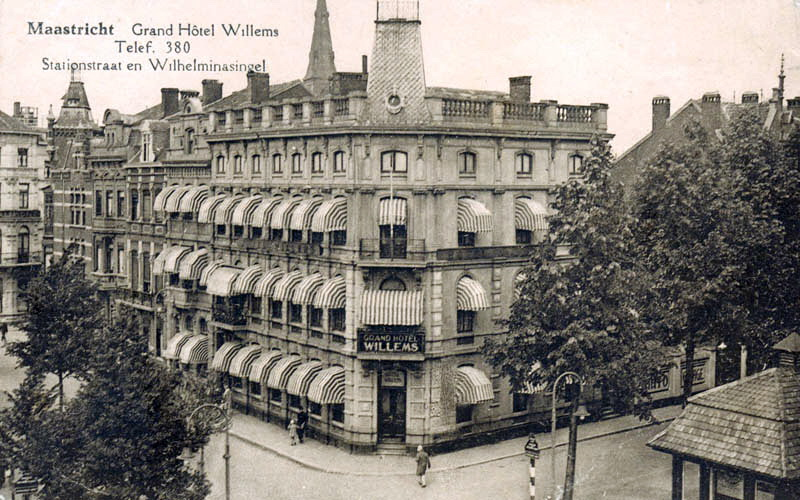
Hotel Willems, ca. 1920
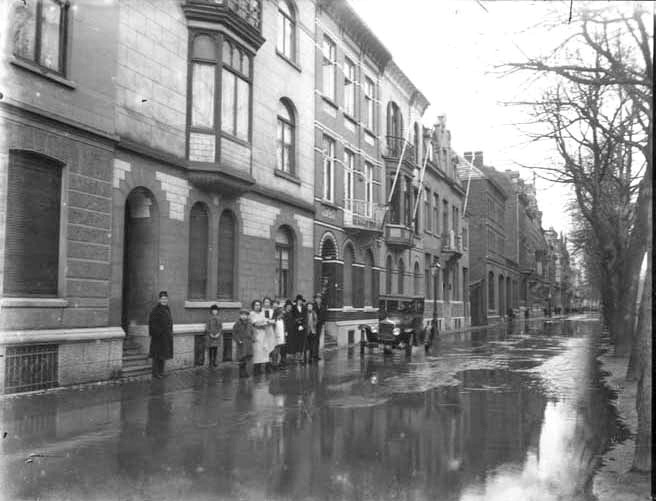
Wateroverlast, 1926

### Hoofdverkeersweg (na 1932)
Aanvankelijk was de Wilhelminasingel ingericht als een parkachtige laan met in het midden een brede wandelpromenade met vier rijen bomen, maar door het drukker wordend verkeer als gevolg van het toenemend autobezit werd een doelmatigere inrichting onvermijdelijk. Vooral de bouw van de Wilhelminabrug (1930-32) was een ingrijpende operatie, niet alleen voor de linker Maasoever (het beruchte "gat in de Markt"), maar ook voor de rechteroever. De nieuwe brug sloot direct aan op de Wilhelminasingel, die daardoor een van de hoofdverkeersaders van Maastricht werd. Naast de oprit van de brug verrezen moderne gebouwen: aan de zuidzijde het Franciscanessenklooster van architect A. Boosten uit 1932; aan de noordzijde het Sportfondsenbad van W. Bakker uit 1934 (grotendeels gesloopt).
In mei 1940 vormde de Wilhelminasingel het decor van de grootschalige invasie van Duitse troepen, die via een noodbrug bij de deels opgeblazen Wilhelminabrug de Maas overstaken, richting België. In september van dat jaar werd de herstelde brug opengesteld voor het publiek. De naam van de straat werd op 18 april 1942 op last van de bezetter gewijzigd in Wyckersingel. Na de bevrijding van Maastricht werd die beslissing ongedaan gemaakt. De Wilhelminabrug werd een dag voor de bevrijding opnieuw opgeblazen en ditmaal grondig vernield. De brug werd pas in de jaren 1957-60 herbouwd.
In 1947 vond in Maastricht het Internationale Mariacongres plaats. Op initiatief van het organiserend comité werd enkele jaren later het Mariamonument midden op de kruising van de Wilhelminasingel en de Stationsstraat geplaatst. Het brons voor de meer dan levensgrote beelden werd geschonken door de indertijd in Maastricht bekende weldoener H.E. Dotremont (analfabeet, metaalhandelaar en miljonair). Het monument werd op 26 oktober 1952 ingezegend door bisschop Hanssen van Roermond.

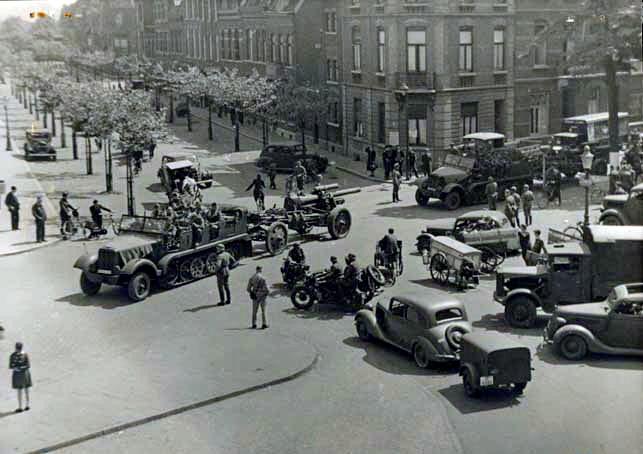
Duitse invasie op de hoek Sint Maartenslaan, mei 1940
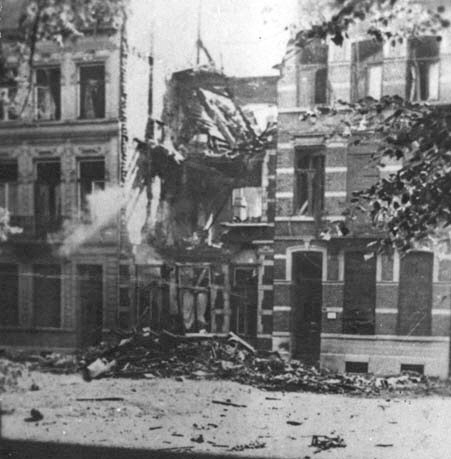
Oorlogsschade nr. 95 door neergestort vliegtuig, 1941
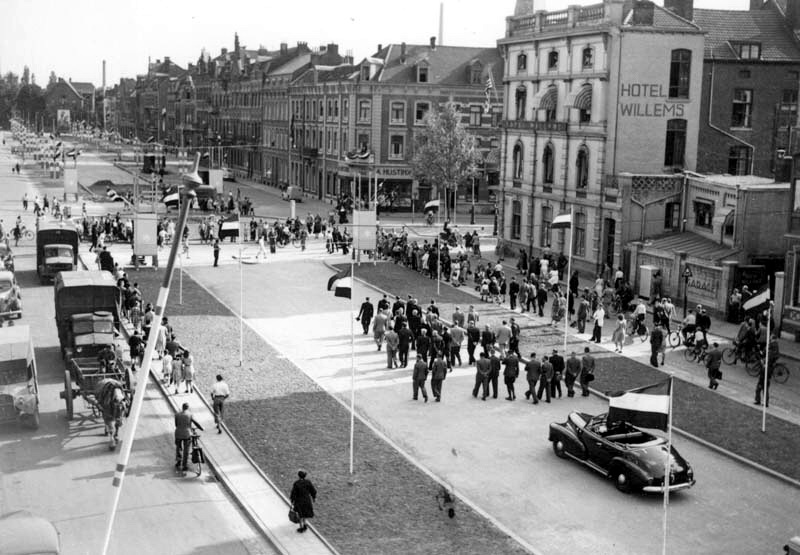
Opening heringerichte singel tijdens Mariacongres, 1947
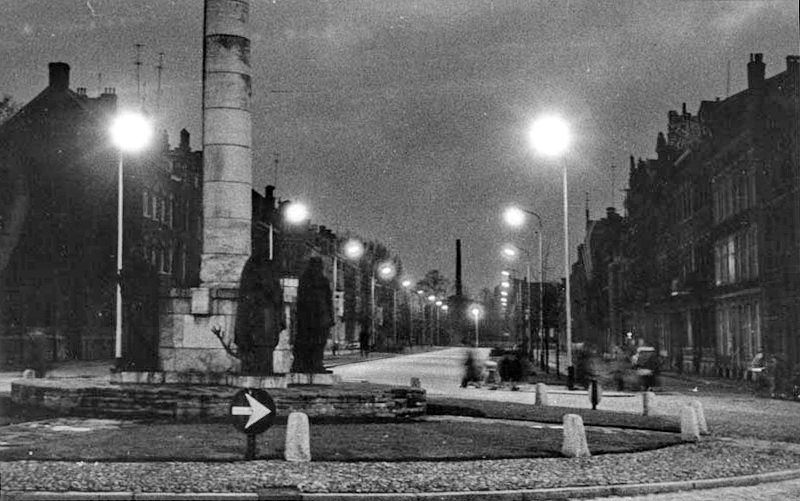
Mariamonument en fabrieks-schoorsteen bij avond, 1956

Van 1959 tot 1962 werd de Scharnertunnel onder de spoorlijn naar Luik gebouwd, waarna het verkeer vanaf het kruispunt Wilhelminasingel-Akerstraat sneller kon doorstromen. In 1961-62 werd de rijbaanindeling gewijzigd, waarvoor het pleintje rondom het Mariamonument moest verdwijnen. Tegelijkertijd werd het kruispunt met de Stationsstraat voorzien van verkeerslichten. In 1972 werden verkeerslichten geplaatst op het kruispunt met de Akerstraat. In 1979 werd de singel wederom heringericht, waarbij het aantal rijbanen in het middendeel werd teruggebracht van vier naar twee. Daardoor konden 152 nieuwe parkeerplaatsen worden gecreëerd.
Vanaf de aanleg van de singel eindigde deze aan de zuidzijde bij de fabrieksmuur van de Société Céramique. Omstreeks 1900 verrees hier de grote directievilla van directeur Defeche met opvallende tegeltableaus boven de vensters. De aardewerkfabriek was in 1958 gefuseerd met De Sphinx, vanaf 1959 Koninklijke Sphinx genoemd. In 1988 werd het 21 ha grote Céramique-terrein verkocht aan de Gemeente Maastricht. De villa, de fabrieksmuur en de meeste fabriekshallen werden gesloopt. De architect en stedenbouwkundige Jo Coenen ontwierp een wijk, waarvan de verlengde Wilhelminasingel (later Avenue Céramique genoemd) de centrale as vormde. Door deze met een wijde bocht te laten aansluiten aan de Wilhelminasingel, bereikte Coenen niet alleen de stedenbouwkundige voltooiing van de afgesneden singel, maar ook een duidelijke overgang van het oude Wyck naar het nieuwe Céramique. Zoals de Wilhelminasingel aan de noordzijde aansloot op de Wilhelminabrug, zo sloot vanaf 2003 de verlengde singel via het Plein 1992 aan op de Hoge Brug. De nieuwe singel is met 42 meter iets breder dan de oude (35 m), maar heeft hetzelfde profiel. Via de Avenue Céramique werd de Wilhelminasingel vanaf 1992 indirect verbonden met de Ring Maastricht.
In 2002 werd de aanlanding van de Wilhelminabrug op de rechter Maasoever gewijzigd en werd de brug afgesloten voor het reguliere autoverkeer, waardoor de verkeersintensiteit op de Wilhelminasingel enigszins afnam. Wel bleven de meeste bussen van en naar het station via de singel rijden. Vanaf 2007 werden plannen gemaakt voor een Sneltram Hasselt - Maastricht, die via de Wilhelminabrug, een deel van de Wilhelminasingel en de Sint Maartenslaan naar het station moest rijden. In 2015 bleek dat de Wilhelminabrug onvoldoende draagkracht had en werd het voorlopige eindpunt van de toekomstige tramverbinding verlegd naar Mosae Forum.

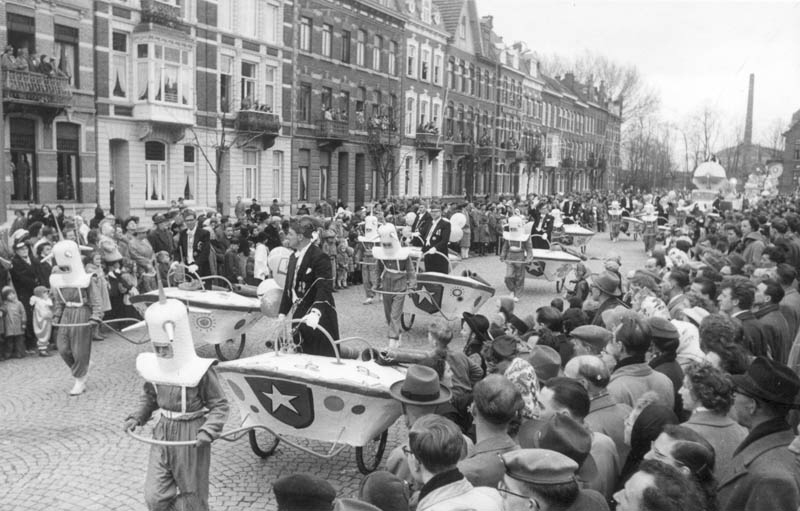
Carnavalsoptocht, 1958
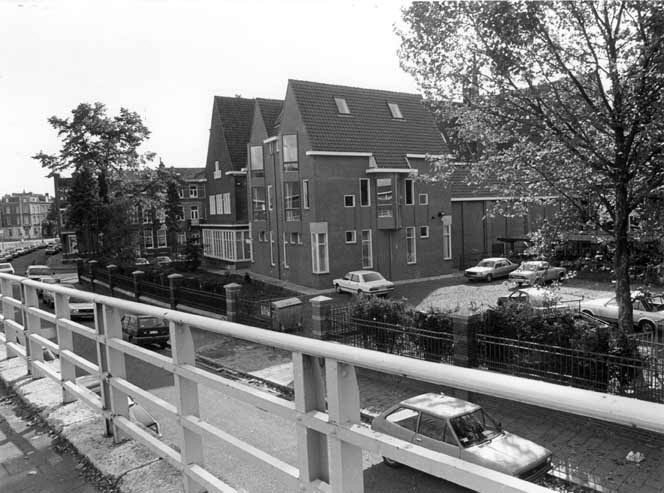
Muziekschool, 1983
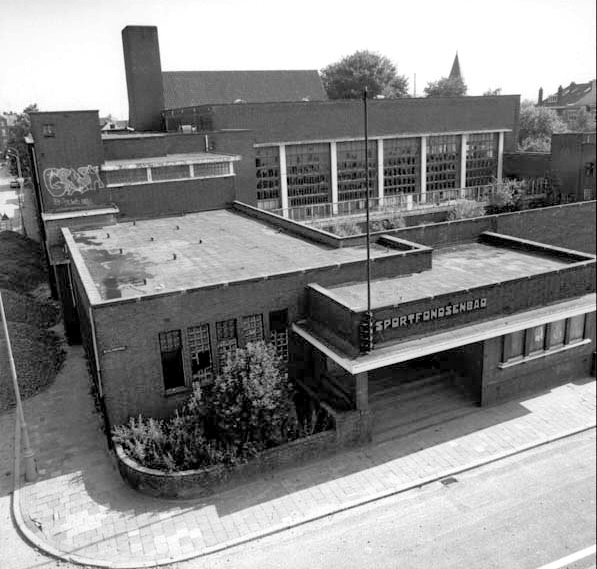
Sportfondsenbad, 1987
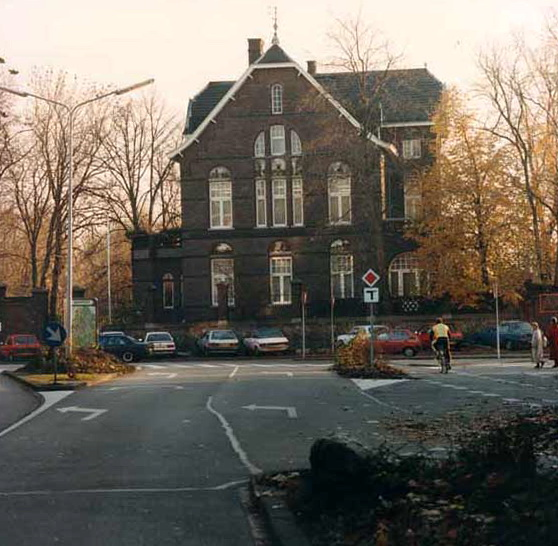
Gesloopte villa, ca. 1990

## Bezienswaardigheden

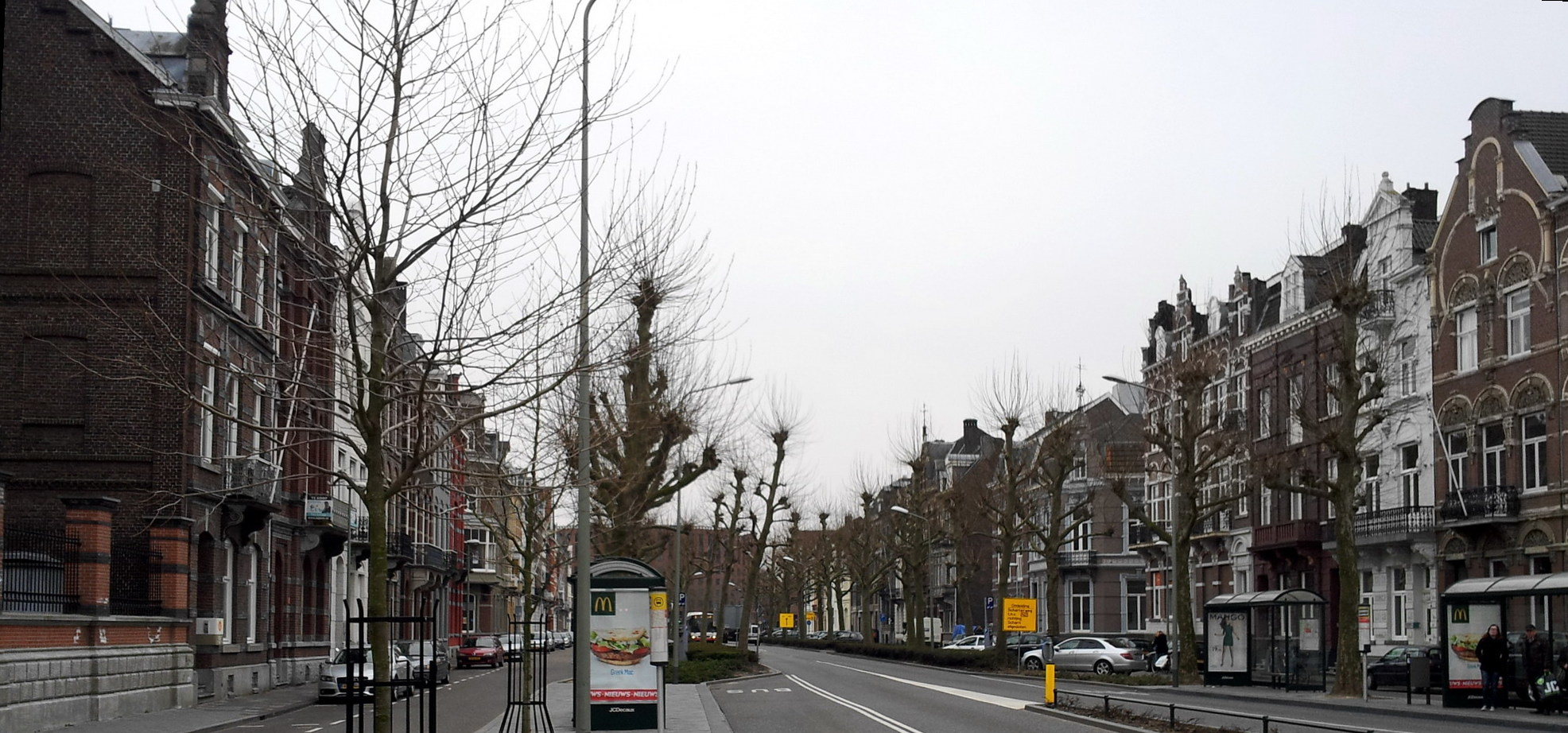
Herenhuizen aan het zuidelijke deel van Wilhelminasingel

### Herenhuizen
Aan de Wilhelminasingel liggen enkele tientallen geschakelde herenhuizen uit het fin-de-siècle en uit het begin van de 20e eeuw, gebouwd in traditioneel-eclectische stijlen, beantwoordend aan de smaak van de Maastrichtse middenklasse uit die tijd. Een enkel huis toont invloeden van de art nouveau (nrs. 52-54, 112-114). De meeste panden zijn opgetrokken in rode of bruine baksteen, soms met horizontale banden van natuursteen, met segmentbogige versieringen boven de vensters of met accenten in geglazuurde baksteen. Enkele huizen hebben balkons met gebeeldhouwde consoles en giet- of smeedijzeren balustrades. Drie van de vier hoekpanden met de Stationsstraat hebben wit gestucte gevels. Veel huizen aan de Wilhelminasingel zijn rijks- of gemeentelijke monumenten.
Herenhuizen westzijde

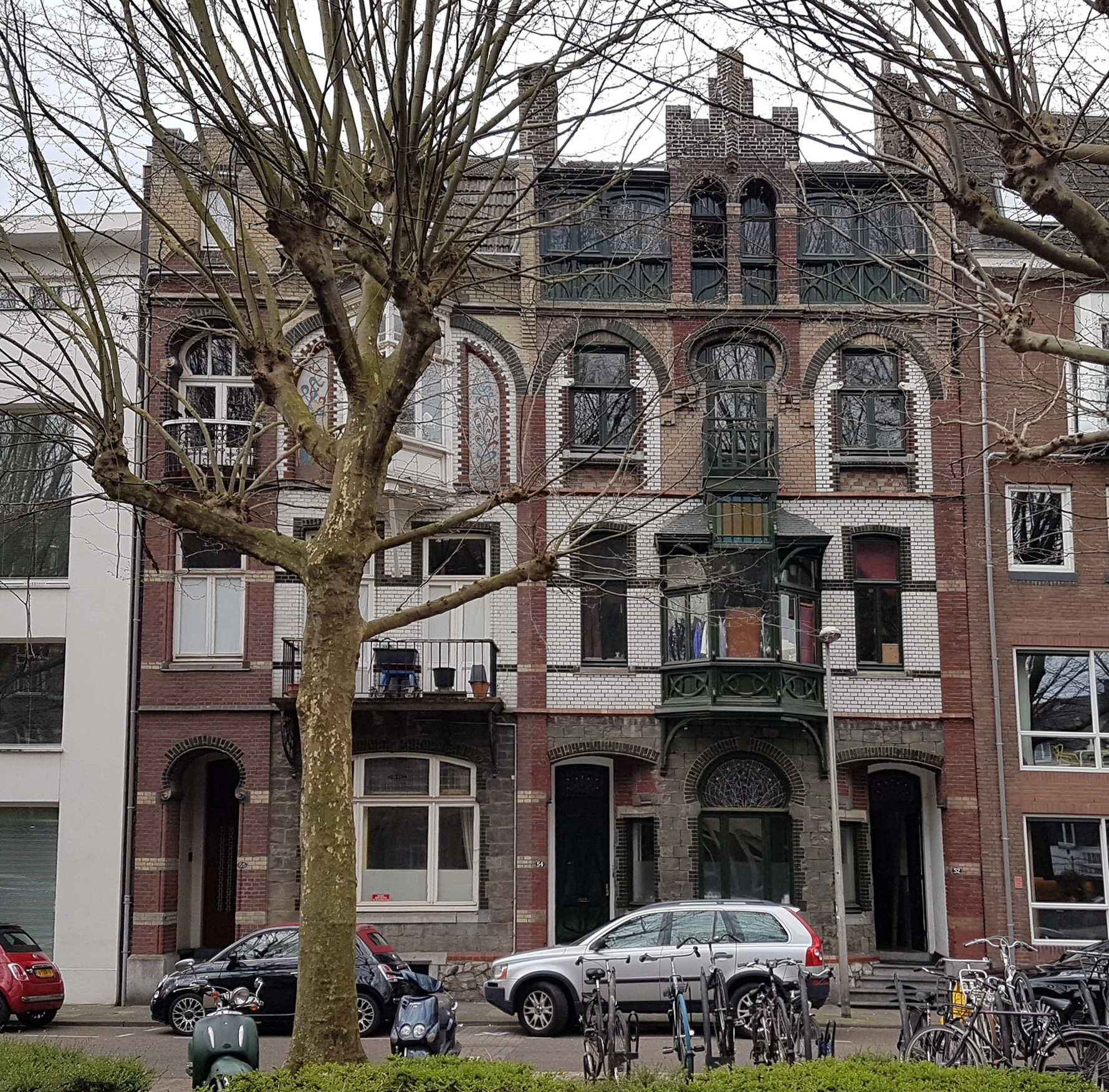
Nrs. 52 en 54
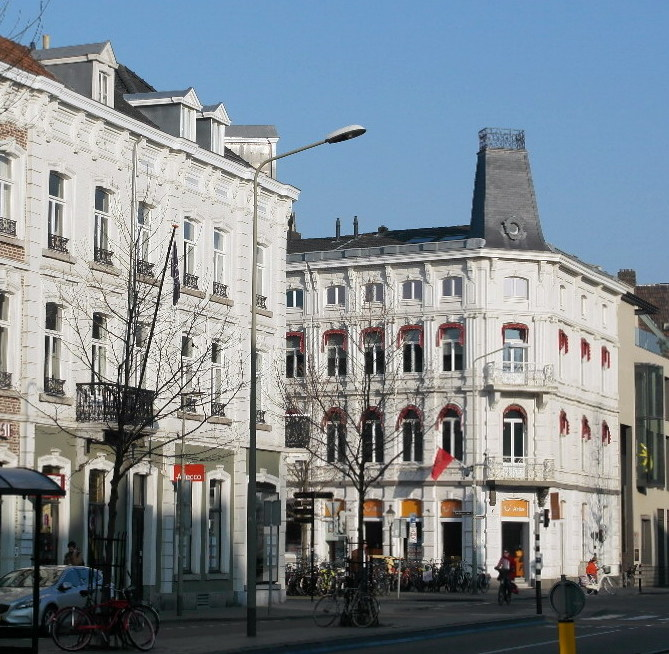
Hoekpanden Stationsstraat
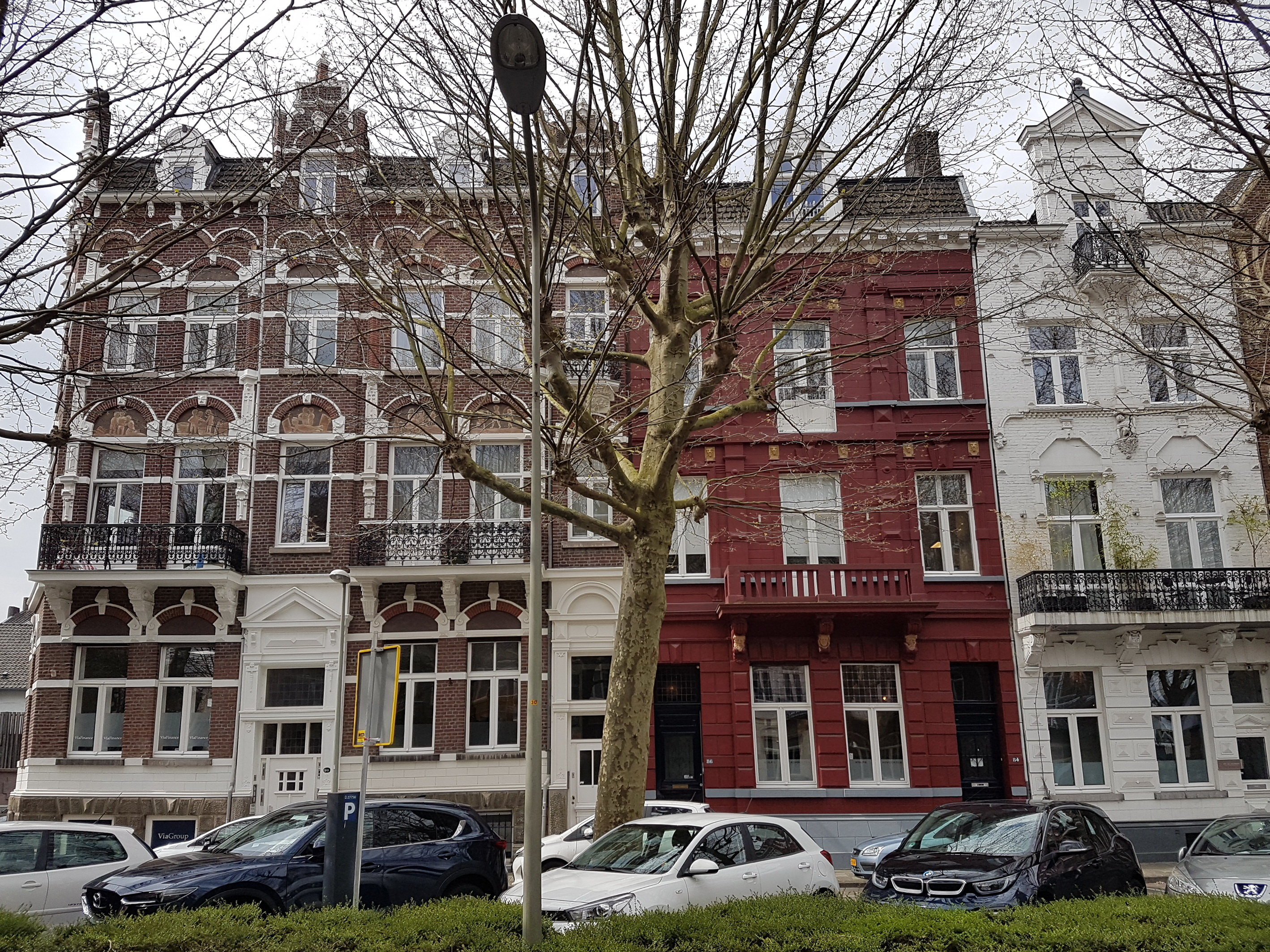
Nrs.82 t/m 90
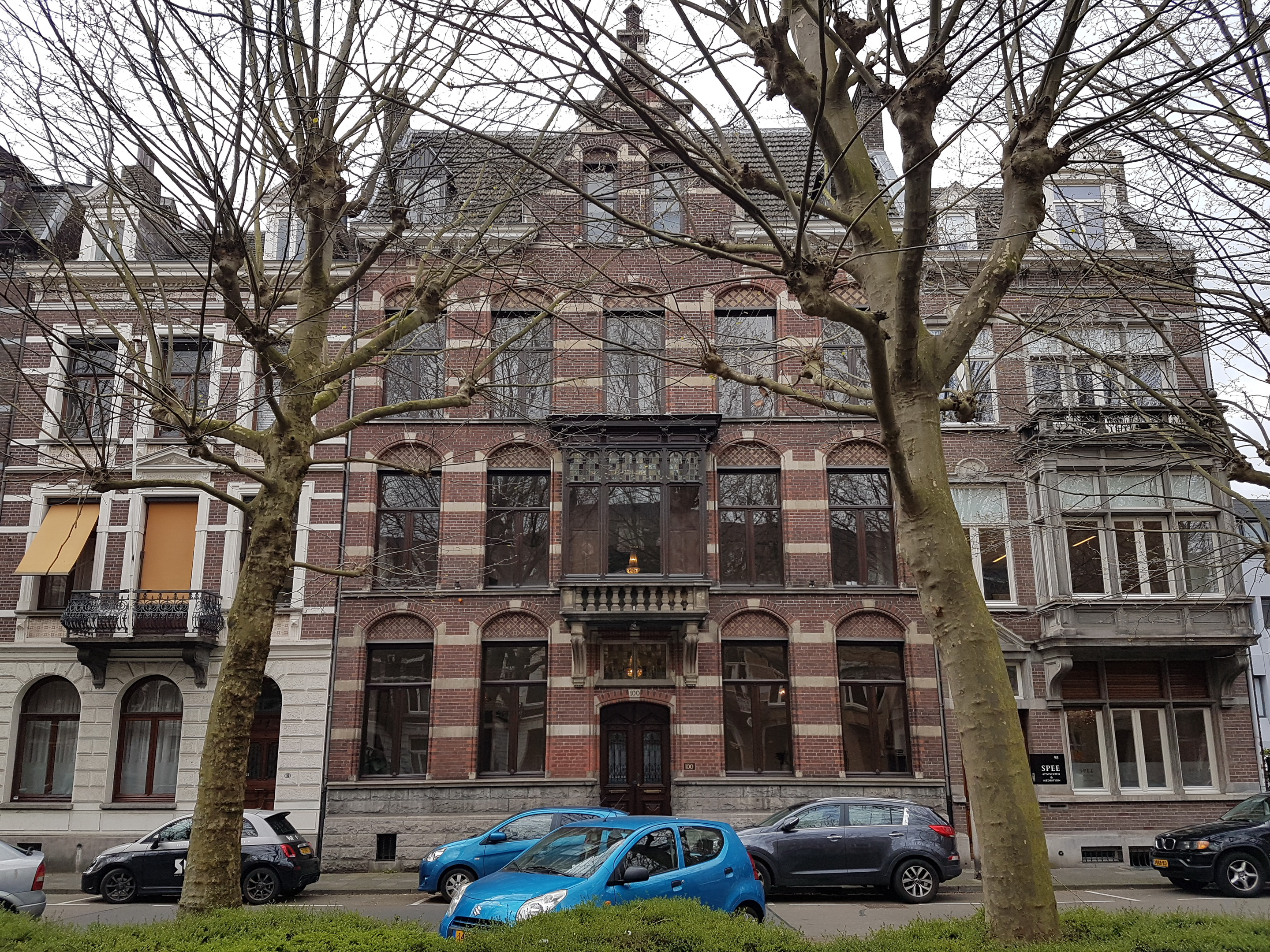
Nrs. 98 t/m 102

Herenhuizen oostzijde

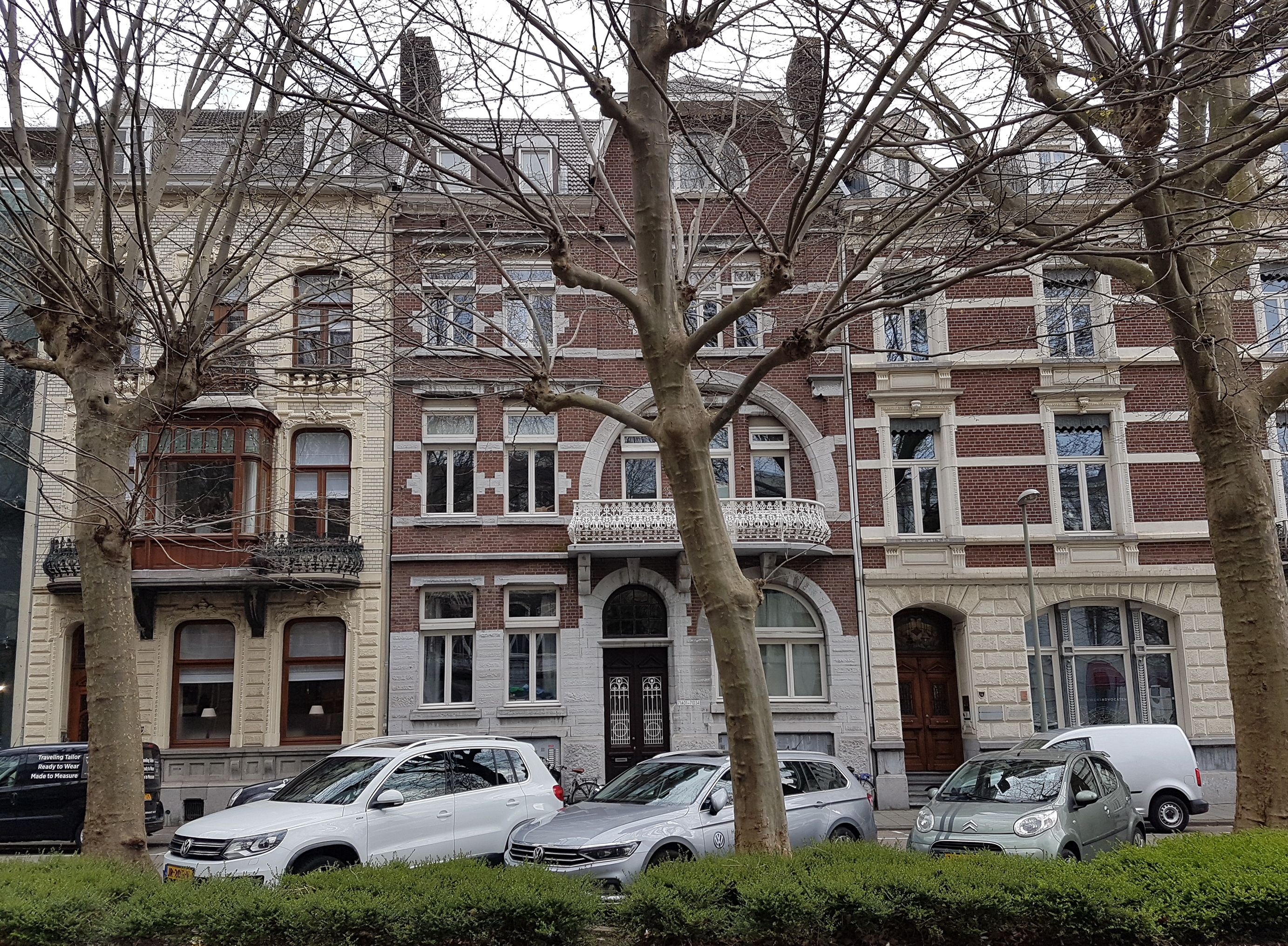
Nrs. 69 t/m 73
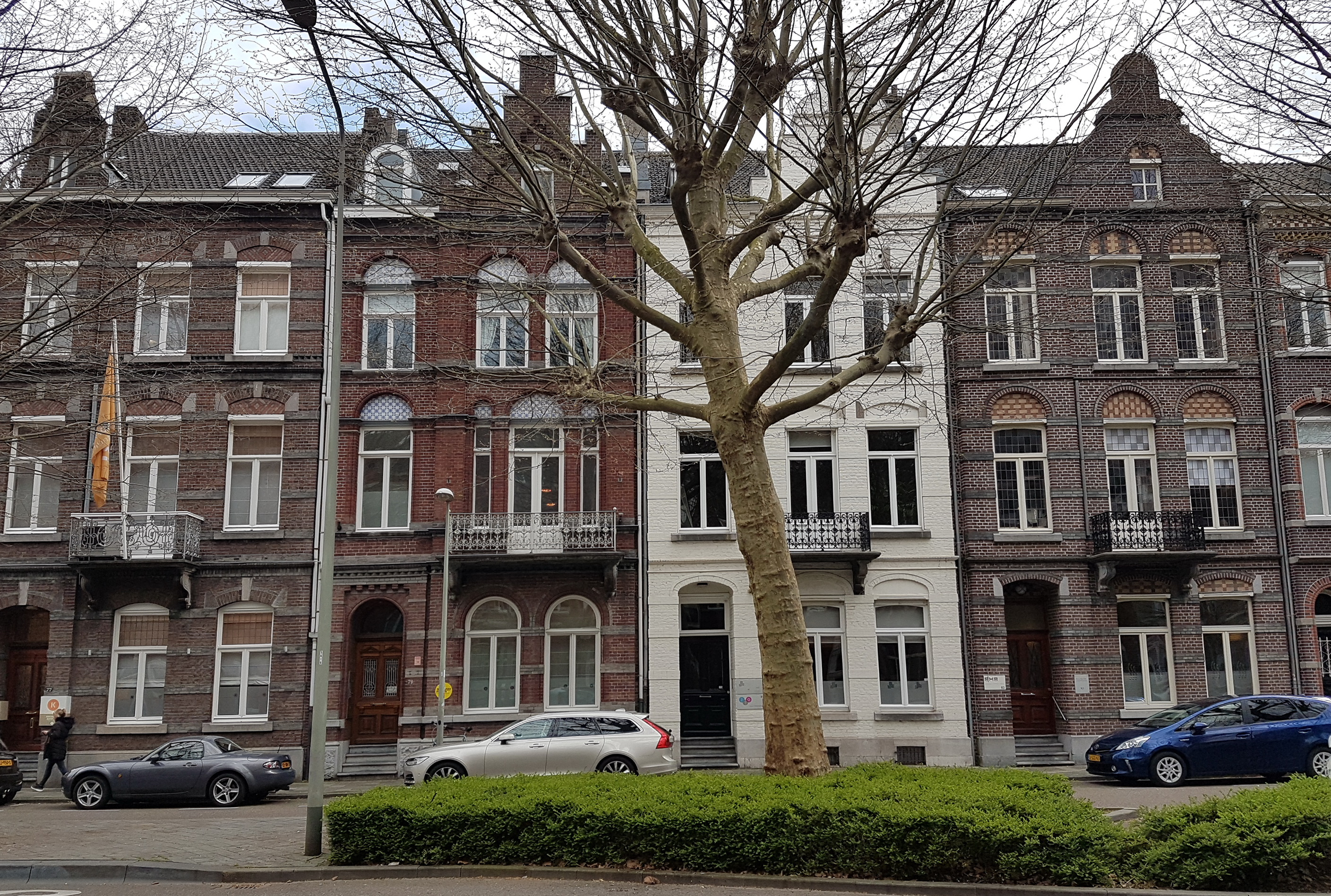
Nrs. 77 t/m 83
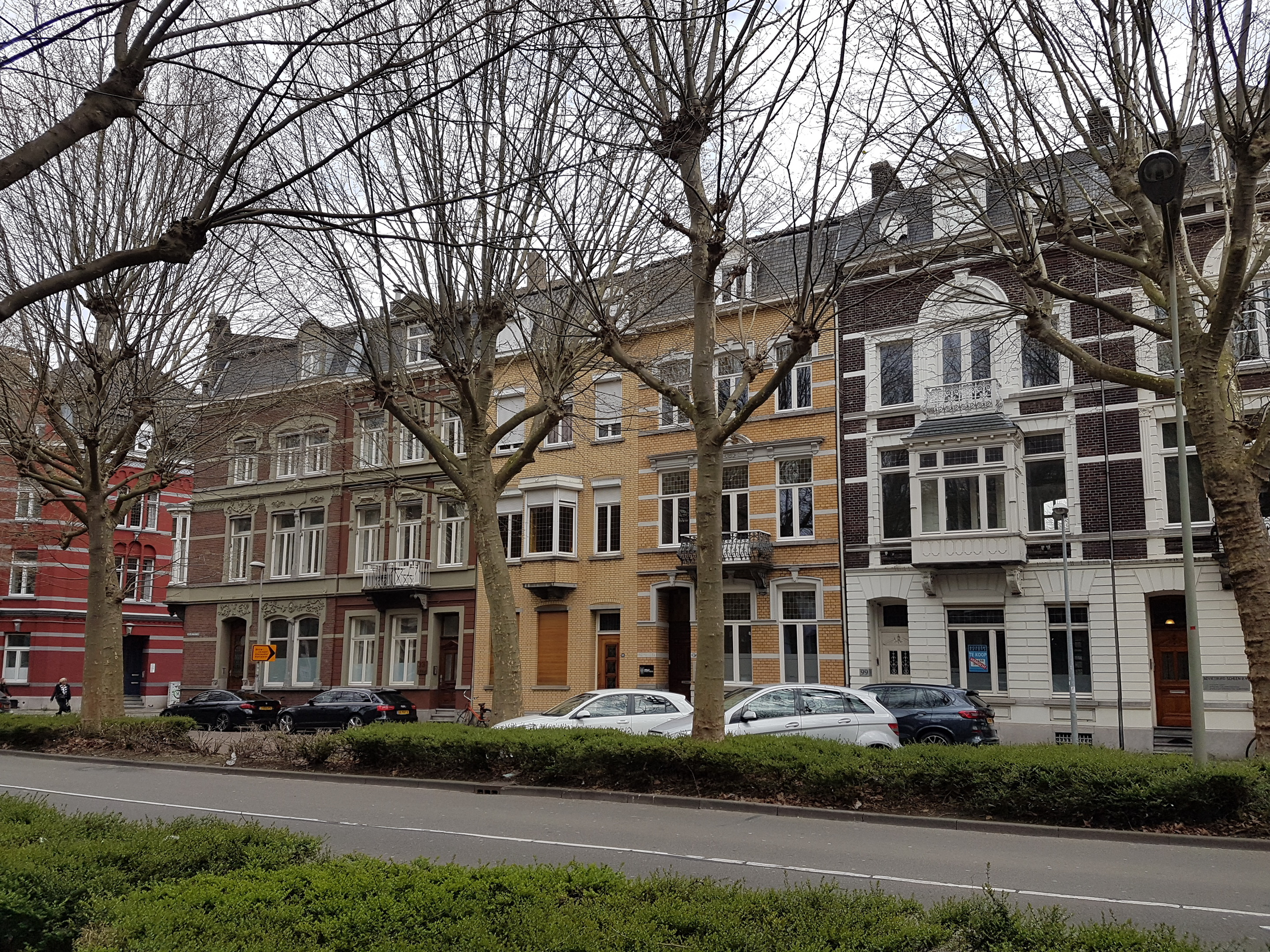
Hoek Bourgognestraat t/m 99
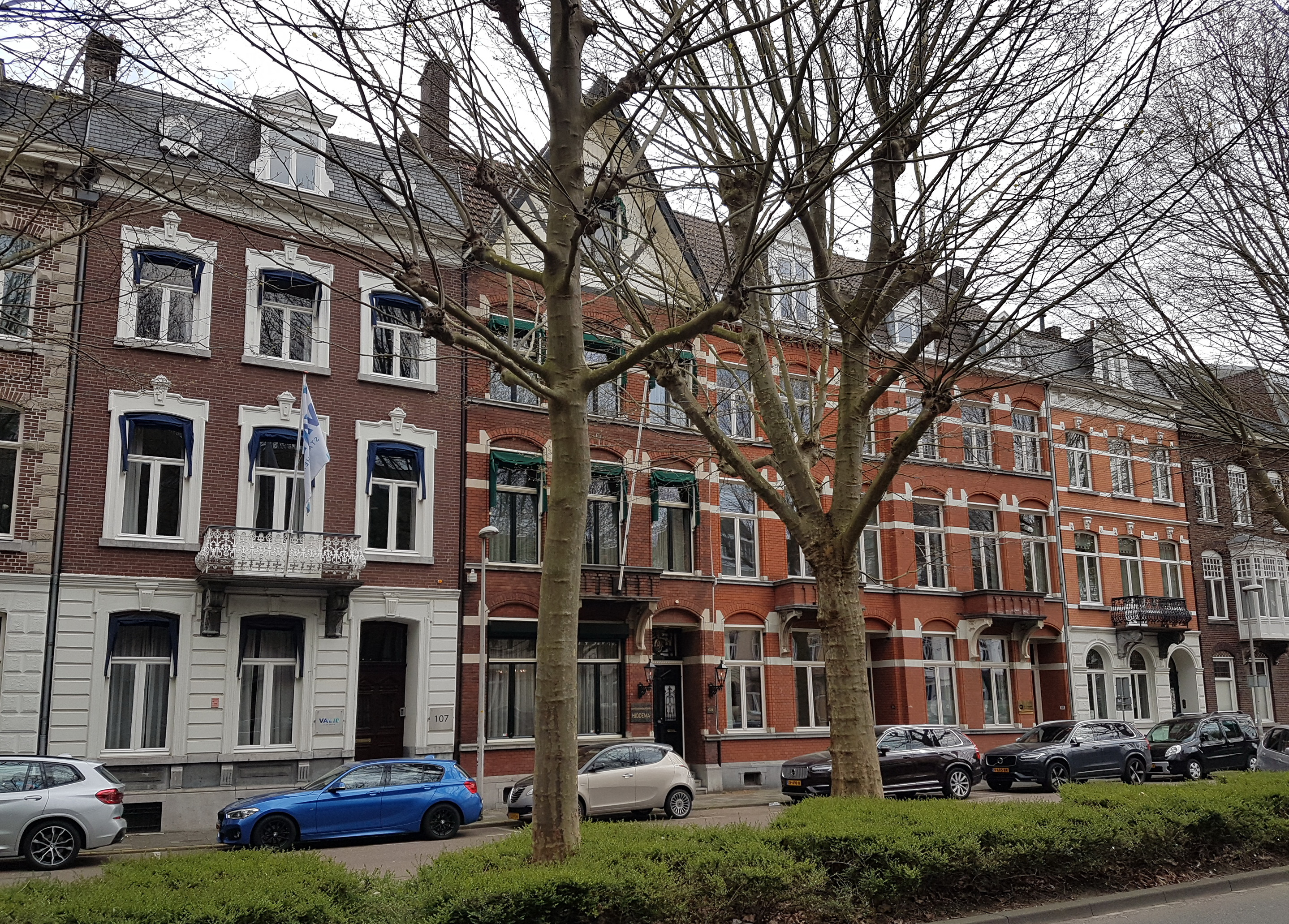
Nrs. 107 en hoger

### Overige bebouwing
Aan de noordwestzijde van de singel, langs de oprit van de Wilhelminabrug, liggen twee gebouwen die eertijds toebehoorden aan de zusters franciscanessen van Heythuysen. Op de hoek van de Franciscus Romanusweg ligt de voormalige meisjesschool uit 1916, tegenwoordig in gebruik door het Conservatorium Maastricht. De vleugel aan de Wilhelminasingel is in de jaren 1930 bijgebouwd. Op de hoek van de Sint Maartenspoort ligt het eigenlijke Franciscanessenklooster, in 1932 ontworpen door Alphons Boosten. Het gebouw is opgetrokken uit donkerbruine baksteen op een plint van tufsteen. De gevel aan de Wilhelminasingel wordt gedomineerd door een doorlopende erker op de begane grond. Bij de herbestemming tot muziekschool (Kumulus) in 1983 zijn aan deze zijde en op het binnenterrein extra ruimtes toegevoegd, waaronder een halfronde concertzaal. Zowel de school als het klooster zijn gemeentelijke monumenten, met uitzondering van de latere aanbouwen.
Aan de overzijde van de straat ligt op de plek van het Sportfondsenbad de Maasresidentie, in 1989 ontworpen door Jan Dautzenberg. Op de hoek van de Sint Maartenslaan ligt de Euroscoop, aanvankelijk een Pathé bioscoop uit 1996, deels schuilgaand achter de neorenaissancegevel van de oude Ambachtsschool. De gevel aan de zijde van de Wilhelminasingel bestaat voornamelijk uit glas. Zowel de Euroscoop als de Ambachtsschool zullen vanaf eind 2023, na een grondige verbouwing, onderdak bieden aan het internationale hoofdkantoor van chemiebedrijf Koninklijke DSM. Een andere glasgevel bevindt zich op nr. 67, waar in 2003 op de plek van twee huizen een modern appartementengebouw verrees naar ontwerp van Ab König (A3K). De vensterindeling op de glazen gevel suggereert die van een traditioneel herenhuis, maar daarachter gaat een hedendaagse indeling schuil met een atelier/galerie op de begane grond ("Ut Glaashoes") en daarboven twaalf semi-zelfstandige woningen voor geestelijk gehandicapten.

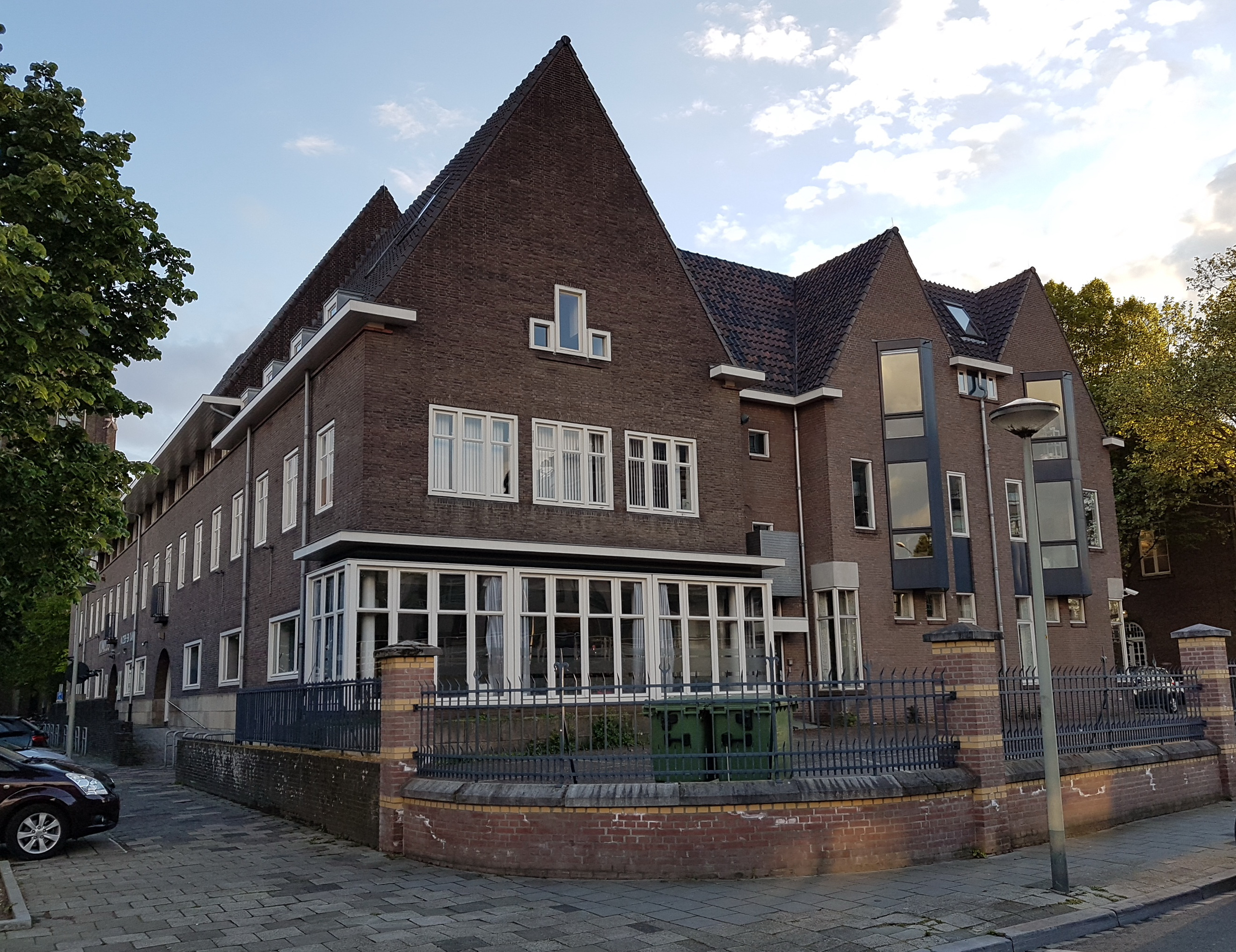
Kumulusgebouw
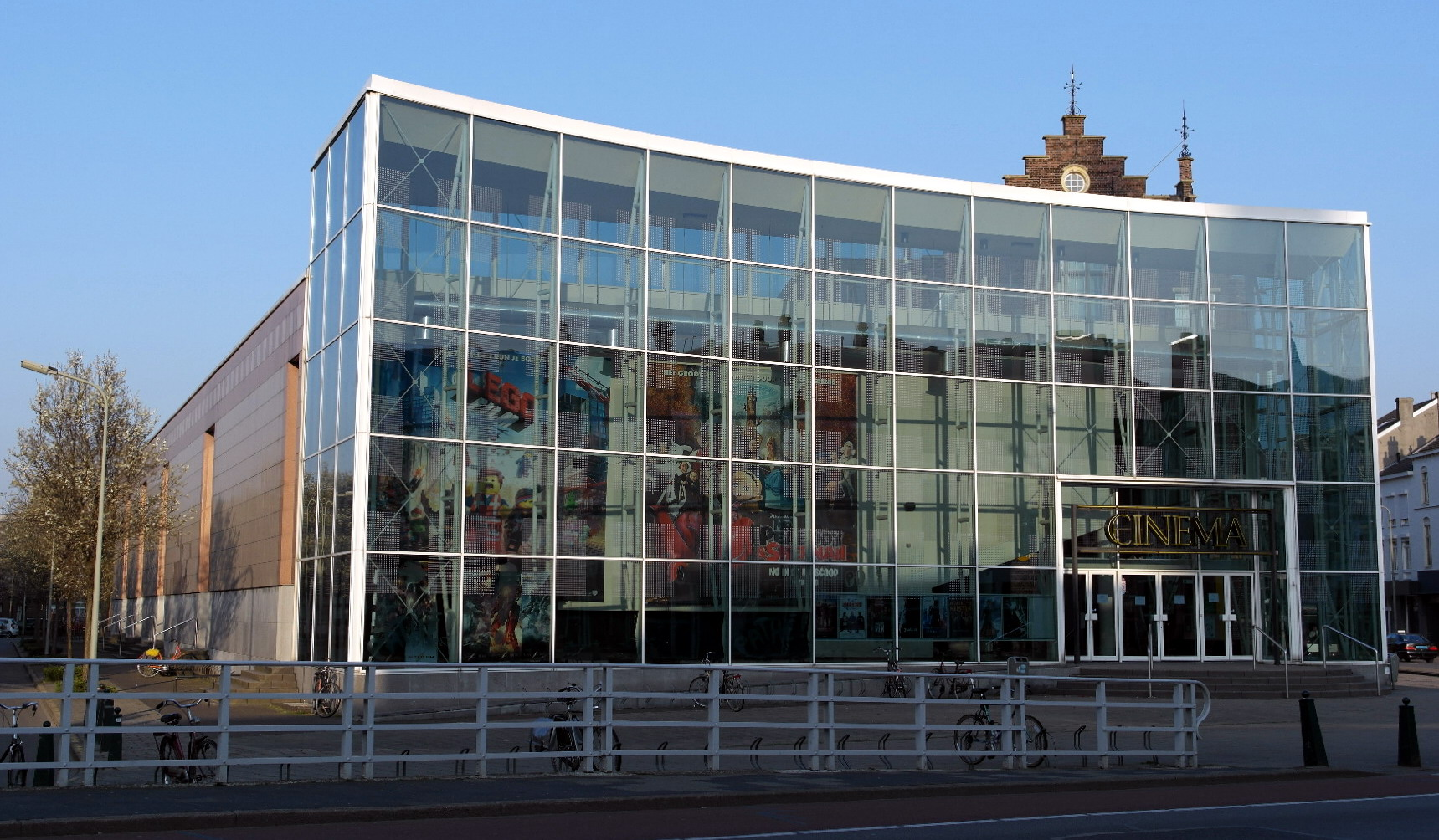
Euroscoop
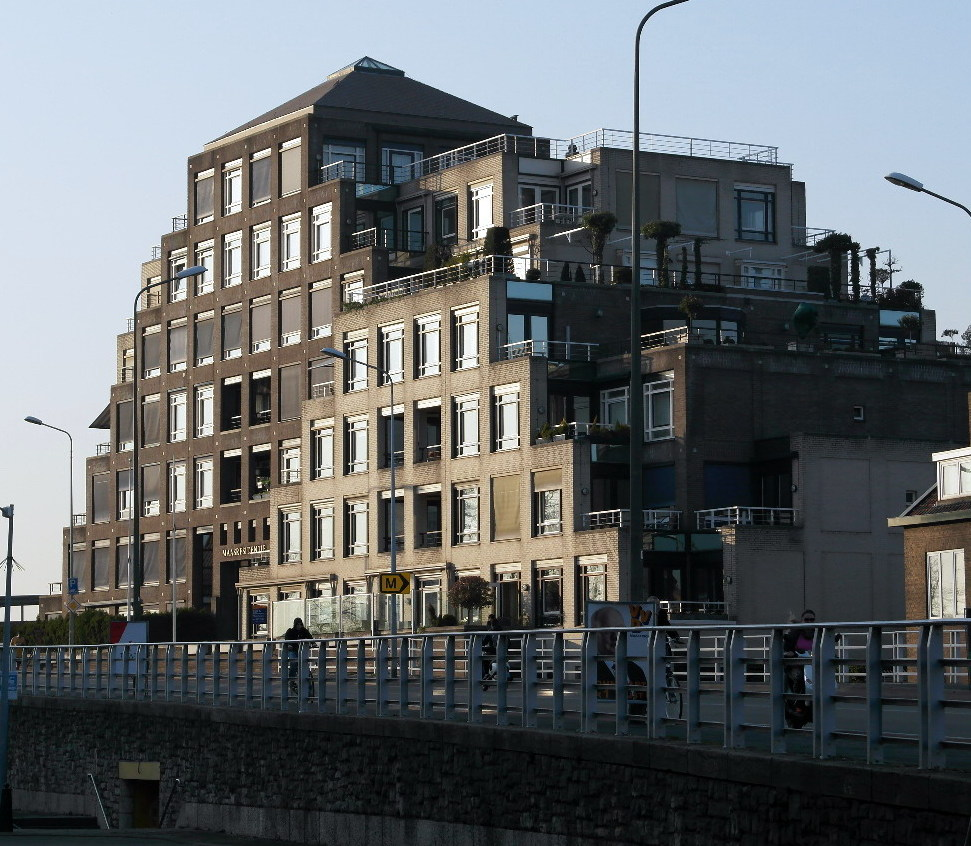
Maasresidentie
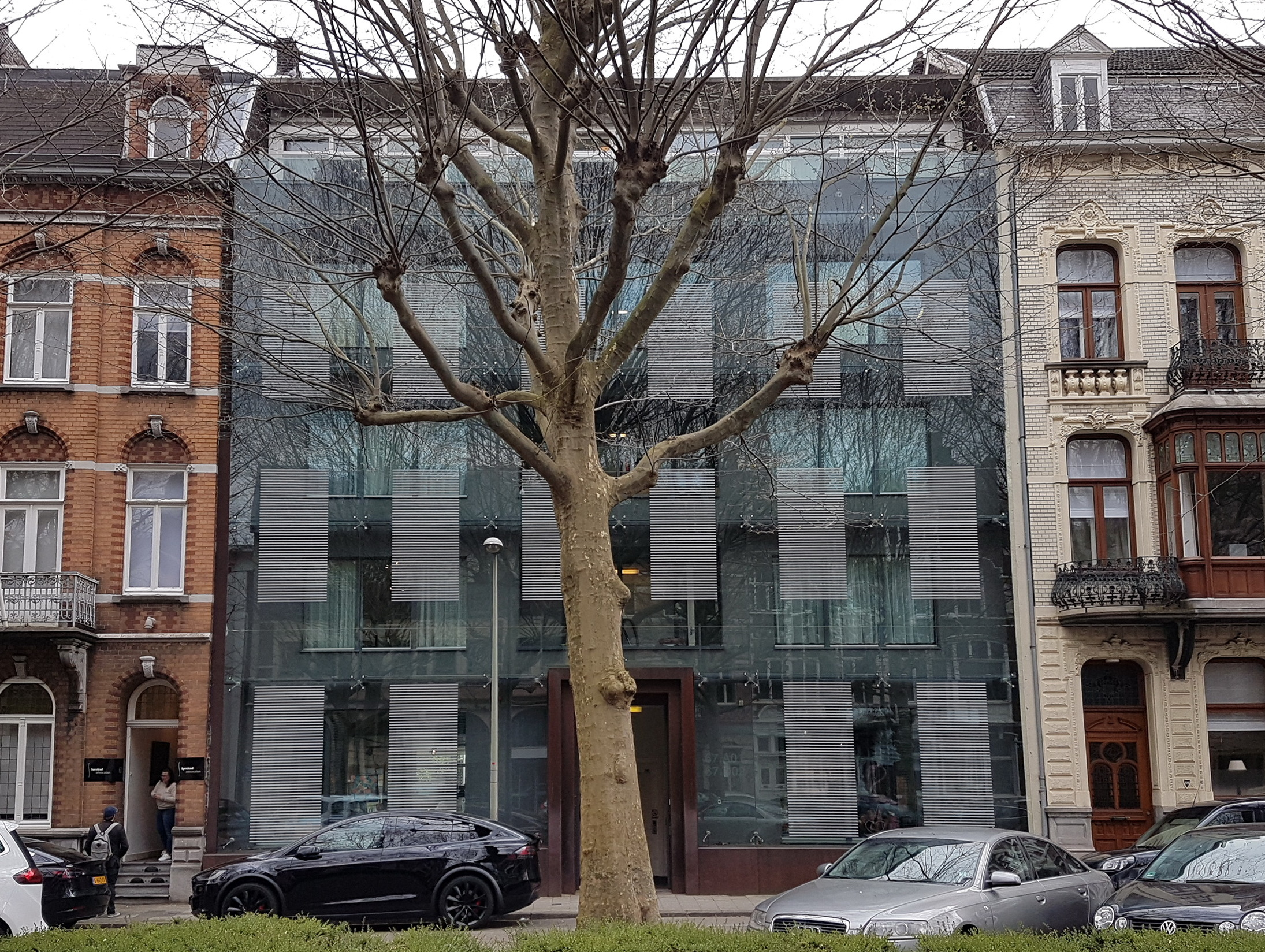
Wilhelminasingel 67

### Beelden, gedenktekens en straatmeubilair
Het Mariamonument, ook wel Mariazuil of monument van de bisschoppen van Maastricht, staat sinds 1952 op het kruispunt van de Wilhelminasingel en de Stationsstraat. Het ontwerp van Albert Termote is ongeveer 13 m hoog en bestaat uit een vierkant voetstuk met daarop een 9 m hoge zuil van Franse Vaurionkalksteen, waarop een 285 cm hoog bronzen beeld van Maria met kindje Jezus is geplaatst. Tegen de hoeken van het voetstuk zijn 275 cm hoge bronzen beelden van bisschoppen geplaatst. Dit zijn vier van de zogenaamde 21 heilige bisschoppen van Maastricht: Servatius, Monulfus, Lambertus en Hubertus.
Voor het pand Wilhelminasingel 88, waar tot 1942 de familie Kozenicki-Fessel woonde, zijn op 4 mei 2015 vier struikelsteentjes in het plaveisel van het trottoir aangebracht. Hetzelfde is op 26 juni 2018 gebeurd bij de nrs. 31b en 53, waar de familie Kreindler-Ziegenlaub en de zussen Hermina en Rosa Brünn woonden.
Aan de zijgevel van het huis Wilhelminasingel 94 bevindt zich een antieke straatklok, waarvan de herkomst niet duidelijk is. Voorheen bevond zich hier het verkoopkantoor van Swatch Group Nederland.

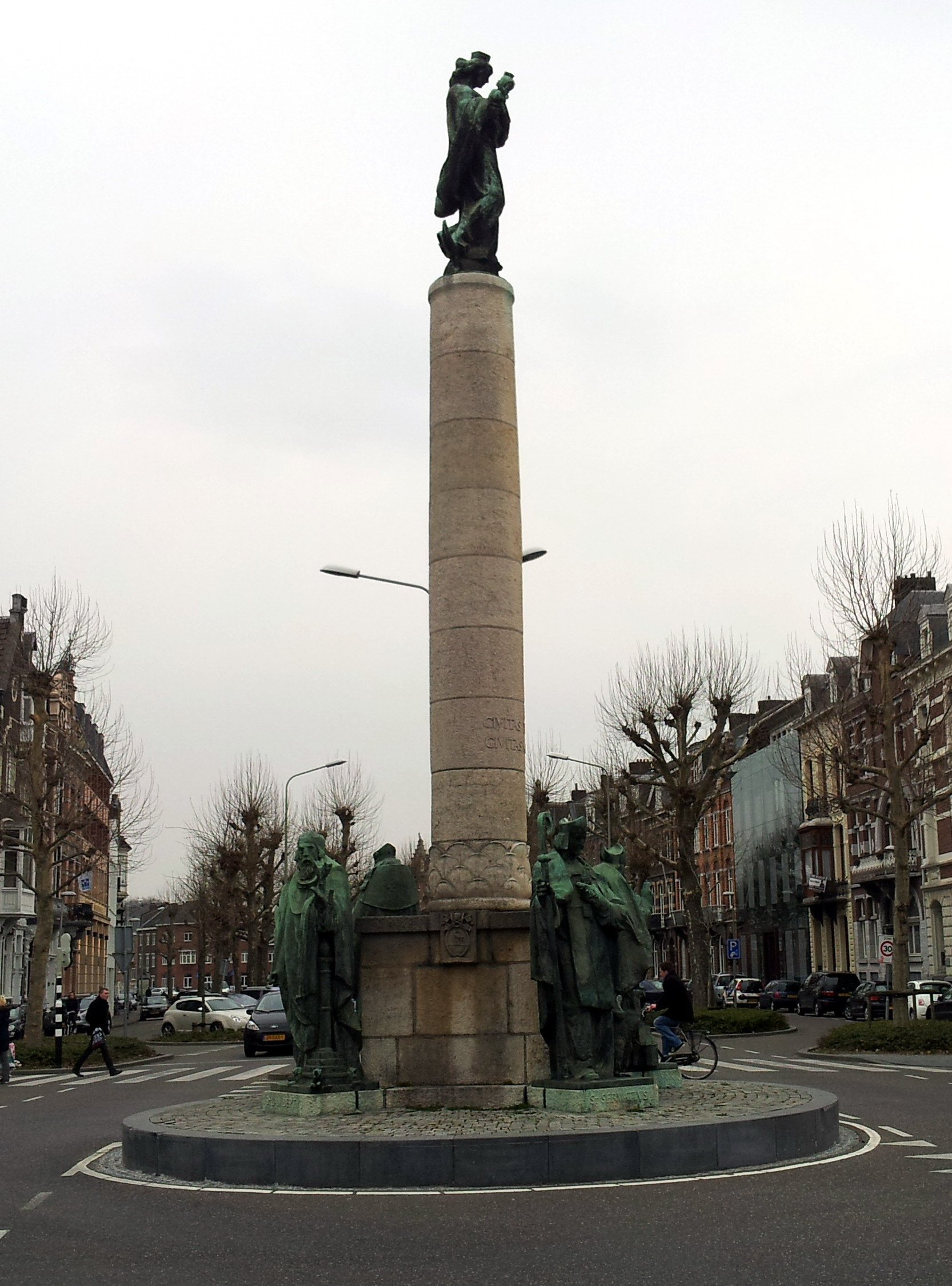
Mariamonument, kruising Stationsstraat
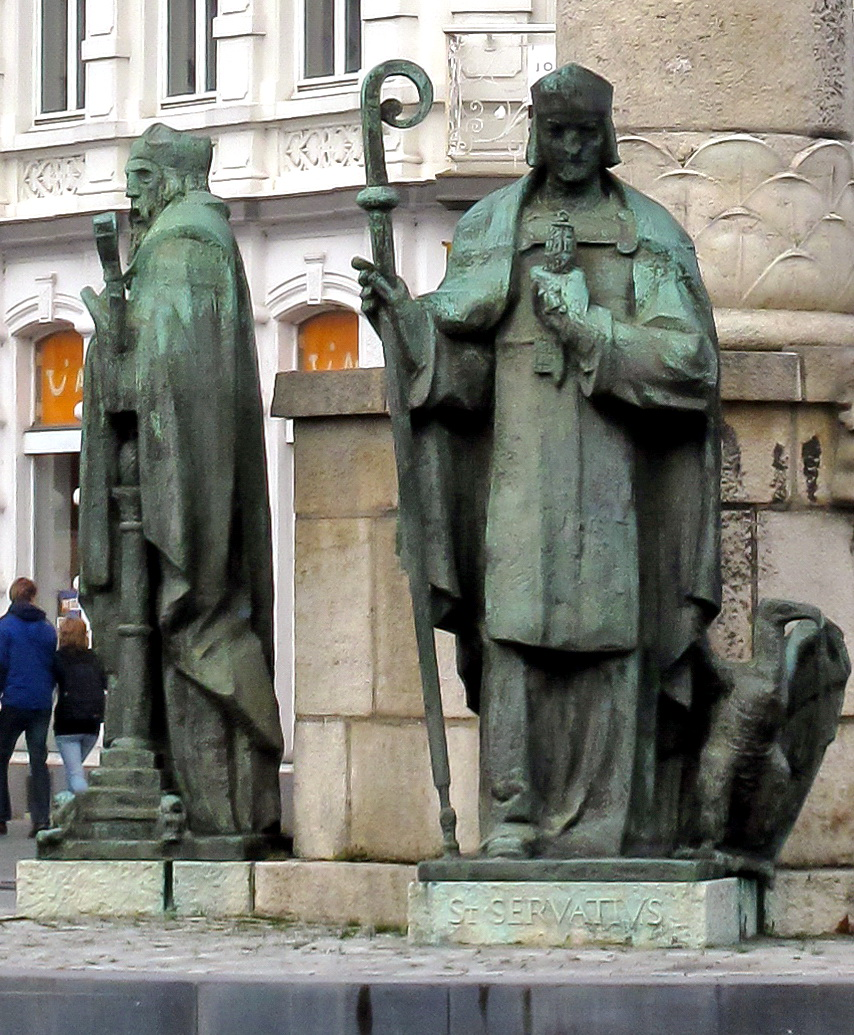
Idem, Sint-Lambertus en Sint-Servatius
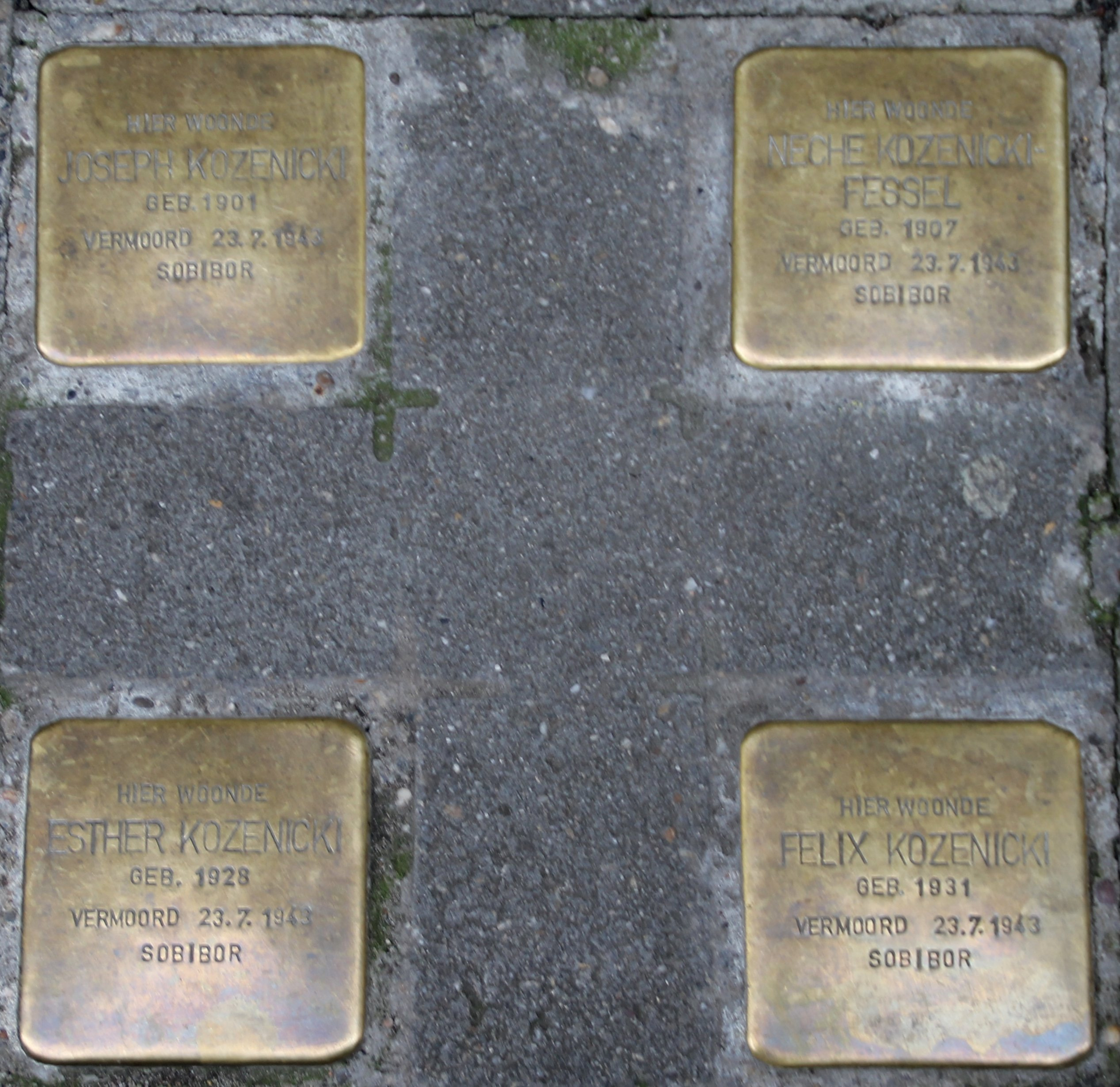
Struikelstenen familie Kozenicki-Fessel, nr. 88
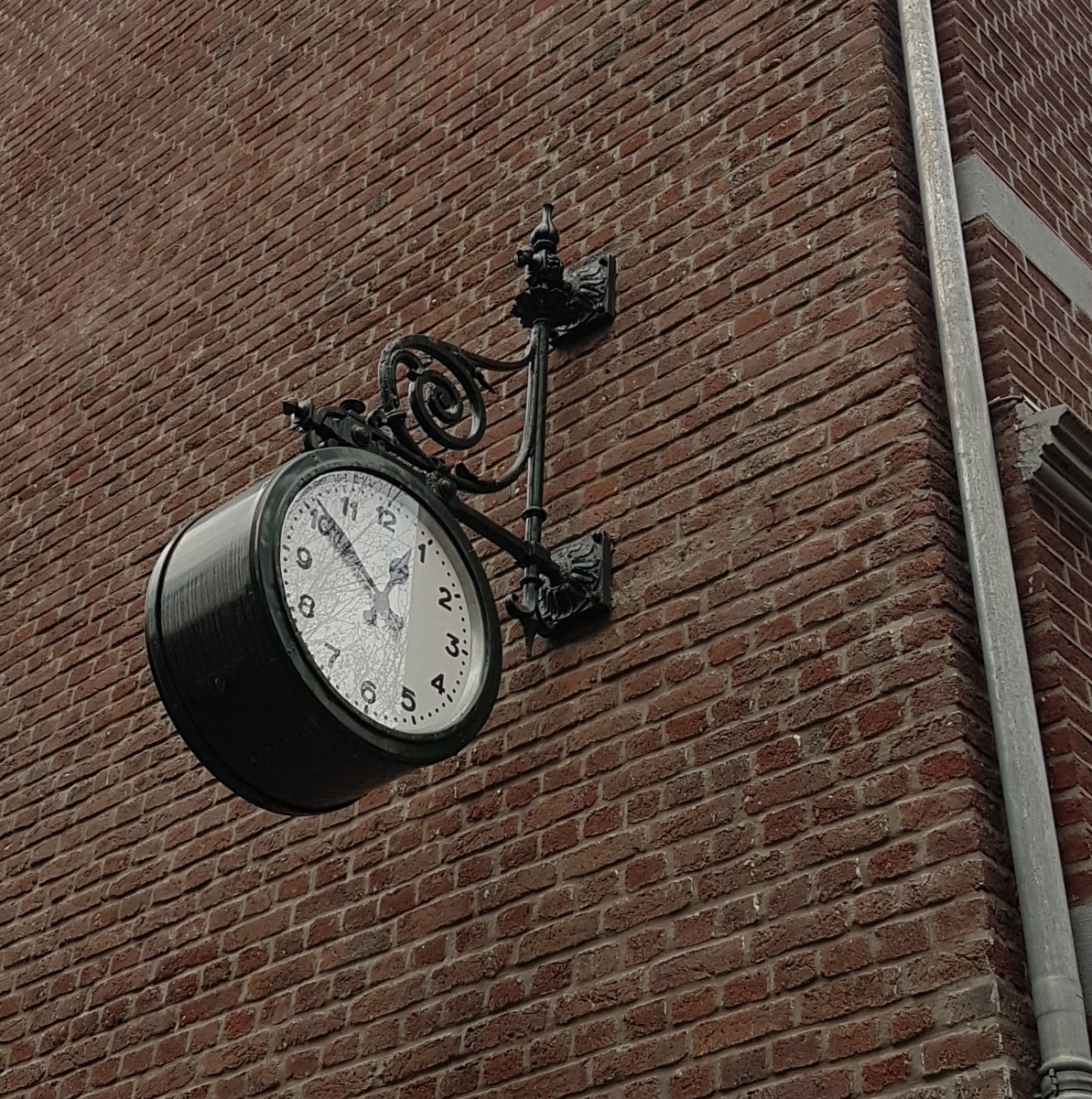
Straatklok zijgevel nr. 94

## Trivia
- Twee gedenkstenen van de Sint-Maartenspoorten uit 1544 en 1783 bevinden zich niet meer ter plekke, maar worden bewaard in het magazijn van Gemeentewerken.[46]
- Een tijdelijk voetgangersverkeerslicht op het kruispunt Wilhelminasingel-Stationsstraat vertoonde in 2009 een vrouwelijk figuurtje, elders "Sofie" genoemd, in Maastricht aangeduid als "ampelwief", verwijzend naar zowel het Duitse Ampelmännchen als het Mooswief, symbool van het Maastrichtse carnaval. Na de renovatie van het kruispunt keerde het "ampelwief" niet terug.[47]